# 17. Mai
Der 17. Mai ist der 137. Tag des gregorianischen Kalenders (der 138. in Schaltjahren), somit verbleiben 228 Tage bis zum Jahresende.

## Ereignisse

### Politik und Weltgeschehen
- 1101: Ein Kreuzfahrerheer unter Balduin I. erobert in Palästina die Stadt Caesarea Maritima nach einer fünfzehntägigen Belagerung. Weil sich die Stadt noch am Vortag einer freiwilligen Übergabe widersetzt hat, wird ein Großteil der Bevölkerung massakriert.
- 1102: Bei Ramla gelingt es einem ägyptischen Heer in der zweiten Schlacht gegen das Königreich Jerusalem, eine zahlenmäßig unterlegene Kreuzrittertruppe zu zerschlagen. König Balduin I. kann der Übermacht entkommen.
- 1395: Es kommt (wahrscheinlich) zur Schlacht bei Rovine zwischen einer walachischen Armee und einem osmanischen Heer.
- 1590: In Holyrood wird Anna von Dänemark, seit Beginn des Jahres Ehefrau von König James VI., zur Königin von Schottland gekrönt.

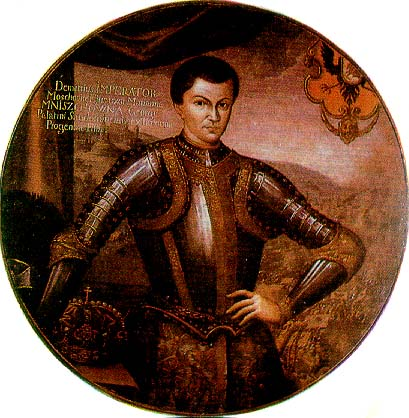
1606: Der falsche Dimitri

- 1606: Der falsche Dimitri, der als angeblicher Sohn von Iwan IV. während der Zeit der Wirren Zar von Russland geworden ist, wird durch revoltierende Adlige unter der Führung von Wassili Schuiski ermordet.
- 1642: Paul Chomedey de Maisonneuve, Sieur de Maisonneuve, gründet in der Kolonie Neufrankreich die Siedlung Ville-Marie, das heutige Montreal.
- 1648: Die Schlacht bei Zusmarshausen in Bayern ist das letzte größere Gefecht im Dreißigjährigen Krieg unter Beteiligung ausländischer Armeen auf deutschem Boden. Die Armeen Frankreichs und Schwedens besiegen das vereinigte kaiserliche und bayerische Heer.

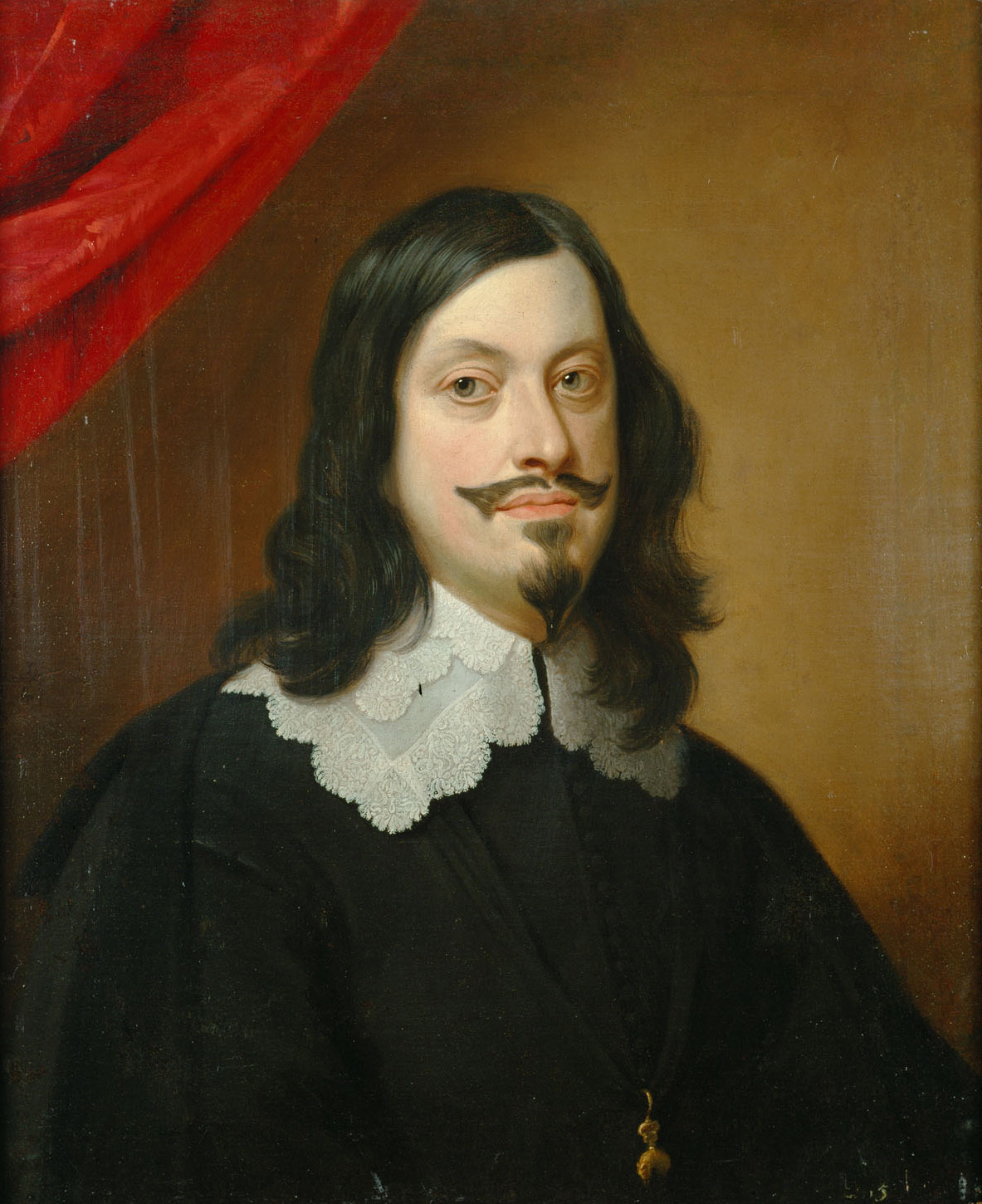
1654: Ferdinand III.

- 1654: Der Reichstag zu Regensburg, der 1653 unter Kaiser Ferdinand III. erstmals nach dem Dreißigjährigen Krieg zusammengetreten ist, wird mit dem Jüngsten Reichsabschied aufgelöst. Es handelt sich um den letzten Reichsabschied der Geschichte, da 1663 der „Immerwährende Reichstag“ geschaffen wird.

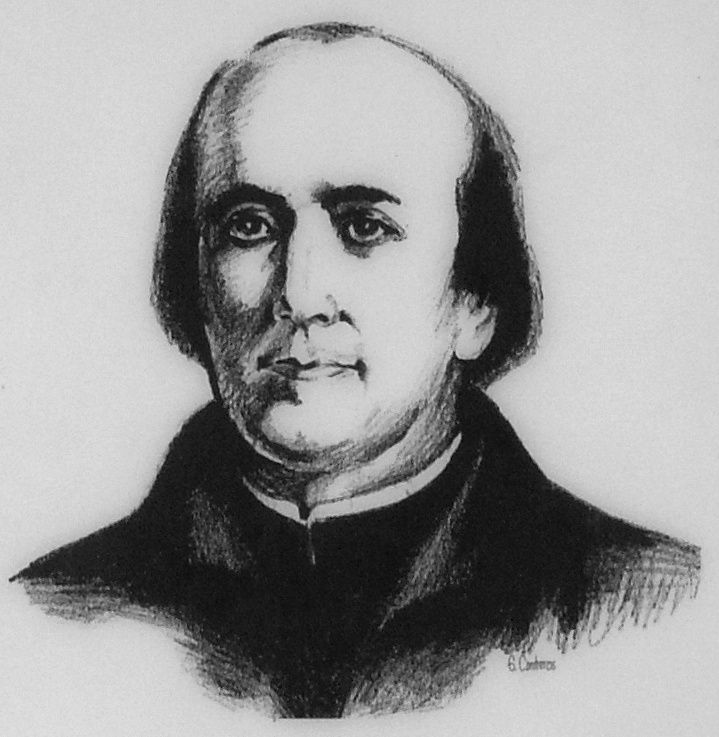
1673: Jacques Marquette

- 1673: Die französischen Jesuiten Jacques Marquette und Louis Joliet beginnen mit fünf Begleitern im Auftrag der französischen Krone mit der Erkundung der Großen Seen und des Mississippi River auf der Suche nach dessen Quelle.

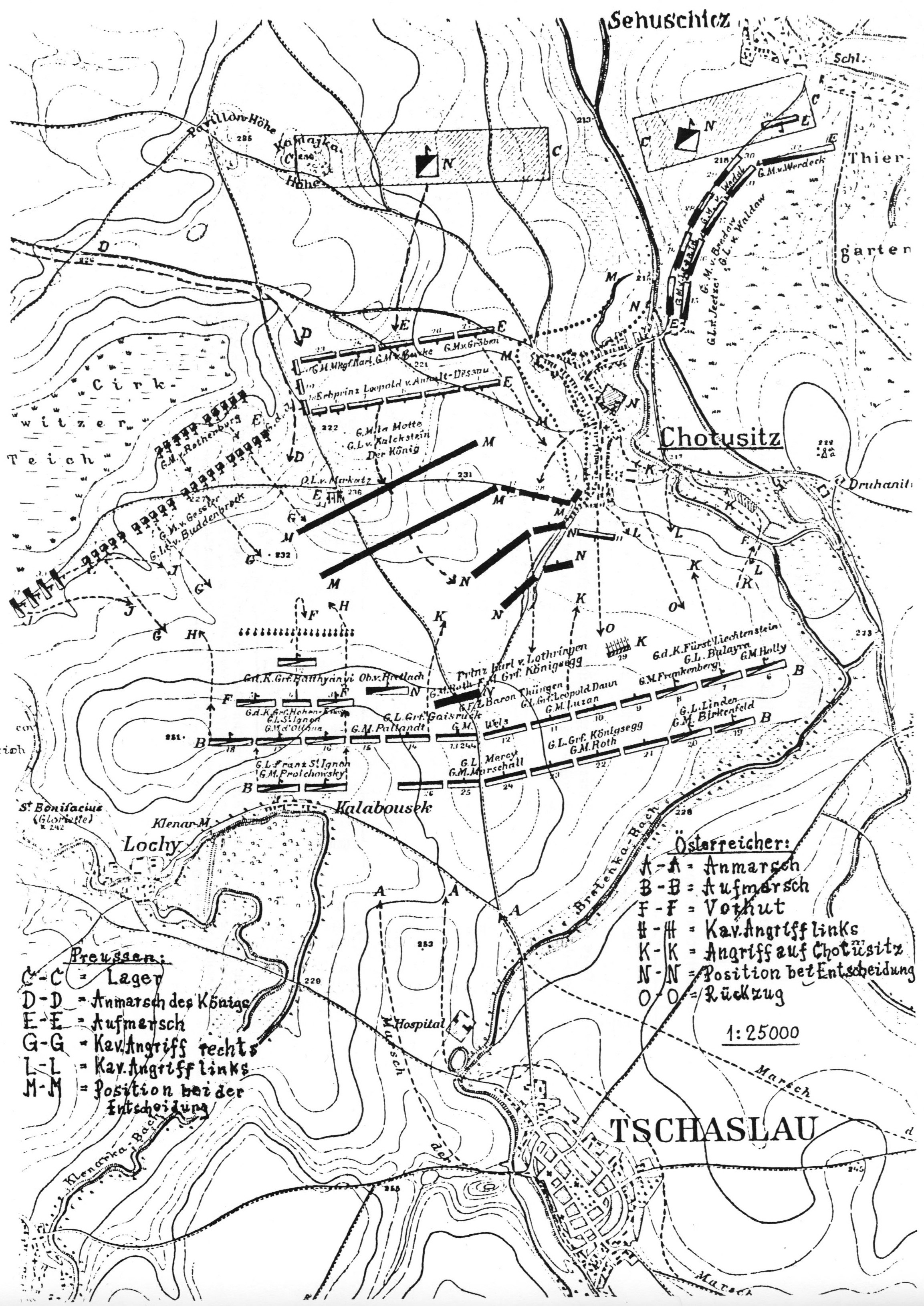
1742: Schlacht bei Chotusitz

- 1742: In der Schlacht bei Chotusitz während des Ersten Schlesischen Krieges besiegt Preußen unter Friedrich II. die Armee Österreichs entscheidend.
- 1756: Das Königreich Großbritannien reagiert auf den französischen Überfall auf die britisch besetzte Insel Menorca mit einer formellen Kriegserklärung an das Königreich Frankreich. Nach einigen bewaffneten Auseinandersetzungen in Übersee beginnt damit offiziell der Siebenjährige Krieg.
- 1809: Napoleon Bonaparte dekretiert die Annexion des Kirchenstaats in sein Imperium.

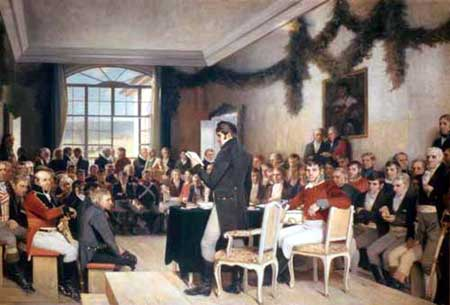
1814: Nationalversammlung in Eidsvoll

- 1814: Nach dem Ende der dänisch-norwegischen Personalunion wird Norwegen für kurze Zeit unabhängig. Christian Friedrich wird in Eidsvoll zum König gewählt. Die dort unterzeichnete Verfassung bleibt mit leichten Änderungen bis heute gültig und der 17. Mai ist der norwegische Nationalfeiertag.
- 1849: Der Iserlohner Aufstand, einer der Maiaufstände im Deutschen Bund, wird nach einer Woche von preußischen Linientruppen niedergeschlagen.
- 1884: Das bisherige Department of Alaska erhält eine Zivilverwaltung und wird US-amtlich zum District of Alaska umbenannt. Der Republikaner John Henry Kinkead wird erster Gouverneur des Districts.
- 1885: Kaiser Wilhelm I. stellt der deutschen Neuguinea-Kompagnie einen „Schutzbrief“ über die Hoheitsrechte für Kaiser-Wilhelms-Land und den Bismarck-Archipel aus. Später entsteht hieraus die Kolonie Deutsch-Neuguinea.

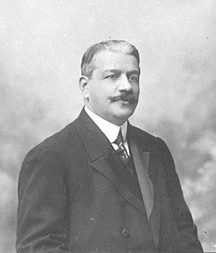
1915: João Pinheiro Chagas

- 1915: João Pinheiro Chagas wird nach dem Sturz der „Diktatur der Schwerter“ am 14. Mai erneut zum Ministerpräsidenten Portugals gewählt, tritt das Amt jedoch nicht an. José de Castro wird so neuer Regierungschef.
- 1935: Der Minister für Wissenschaft, Erziehung und Volksbildung Bernhard Rust untersagt den Unterricht von Esperanto an deutschen Schulen.

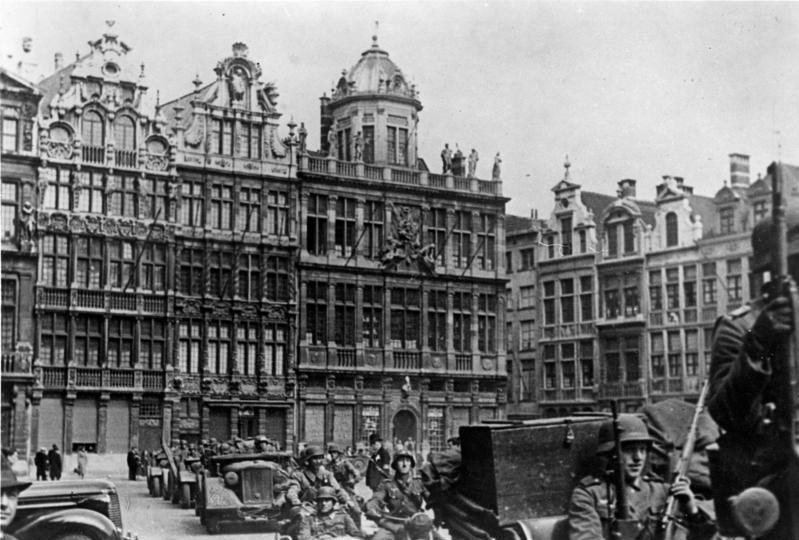
1940: Deutsche Truppen in Brüssel

- 1940: Brüssel wird während des Westfeldzugs des Zweiten Weltkriegs kampflos den Deutschen übergeben. Ein Angriff der 4. französischen Panzerdivision unter Charles de Gaulle auf Montcornet muss nach anfänglichen Erfolgen wegen massiver Angriffe deutscher Sturzkampfbomber abgebrochen werden.
- 1942: In der Zweiten Schlacht bei Charkow im Krieg gegen die Sowjetunion trifft die deutsche Wehrmacht mit verbündeten rumänischen Truppen zusammen und beginnt mit einer Gegenoffensive gegen die Rote Armee. Die Schlacht dauert bis zum 28. Mai und wird eine der letzten erfolgreichen Kesselschlachten der Wehrmacht sein.

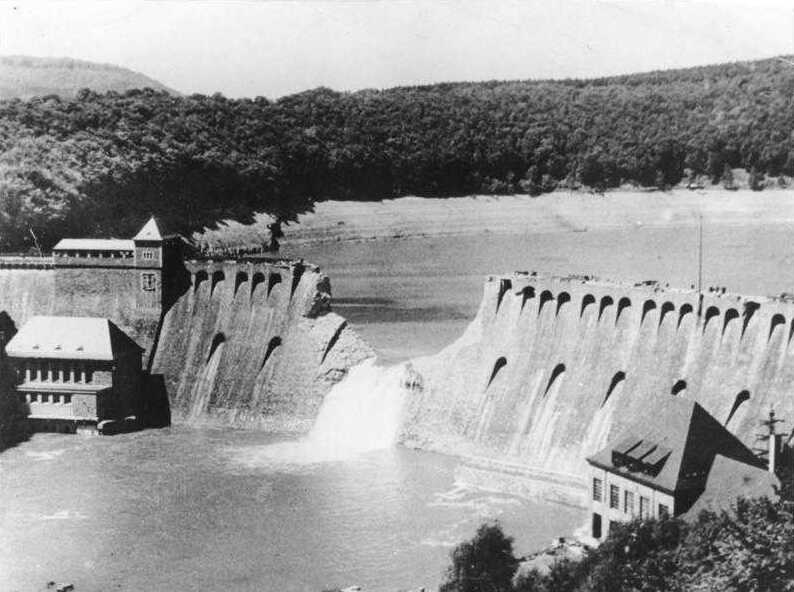
1943:
Die Edertalsperre nach der Zerstörung

- 1943: Unter dem Namen Operation Chastise führt die britische Royal Air Force kurz nach Mitternacht einen Angriff auf deutsche Talsperren durch. Rollbomben zerstören die Eder- und Möhnetalsperre, während die Staumauer der Sorpetalsperre hält.
- 1954: Der Oberste Gerichtshof der Vereinigten Staaten unter dem Vorsitz von Earl Warren verbietet mit der einstimmigen Entscheidung Brown v. Board of Education die Rassentrennung an öffentlichen Schulen.
- 1972: Drei Wochen nach dem erfolglosen Misstrauensvotum gegen Willy Brandt ratifiziert der Deutsche Bundestag die Ostverträge mit Polen und der Sowjetunion.
- 1974: Bei einer Schießerei mit der Polizei von Los Angeles kommen sechs Mitglieder der maoistischen Terrororganisation Symbionese Liberation Army (SLA), der nach ihrer Entführung auch Patty Hearst angehört, ums Leben.
- 1980: Wegen landesweiter Demonstrationen für eine Demokratisierung Südkoreas ruft das Regime unter Diktator Chun Doo-hwan den Ausnahmezustand aus. In den folgenden Tagen kommt es zum Gwangju-Aufstand.

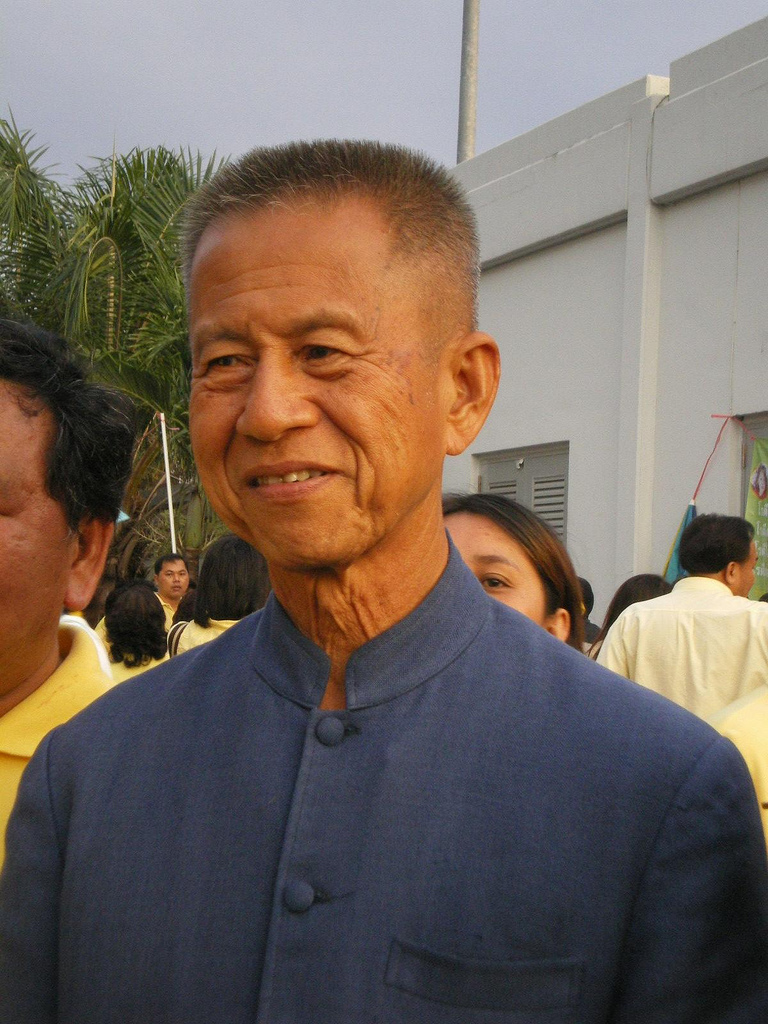
1992: Chamlong Srimuang

- 1992: Im sogenannten Schwarzen Mai kommt es in der thailändischen Hauptstadt Bangkok zu Demonstrationen unter der Führung von Chamlong Srimuang gegen die Militärmachthaber. Bis zum 20. Mai werden von der Junta 50 Personen erschossen, mehr als 100 Personen verletzt.
- 1994: Bei den ersten demokratischen Mehrparteienwahlen in Malawi wird die United Democratic Front stärkste Partei. Bei den gleichzeitig stattfindenden Präsidentschaftswahlen wird Bakili Muluzi mit fast 50 % der Stimmen gegen den ehemaligen Diktator Hastings Kamuzu Banda zum Präsidenten gewählt.
- 1997: Truppen von Laurent Kabila marschieren in Kinshasa ein. Zaire wird offiziell in Demokratische Republik Kongo umbenannt.
- 2003: In einem zweitägigen Referendum in der Slowakei votieren mehr als 90 % der Abstimmenden für den EU-Beitritt des Landes.
- 2004: Das Stockholmer Übereinkommen, Verbots- und Beschränkungsmaßnahmen für gewisse persistente organische Schadstoffe, tritt mit der Hinterlegung der 50. Ratifizierungsurkunde in Kraft.
- 2004: Massachusetts wird nach einem Gerichtsurteil im Vorjahr der erste Staat der Vereinigten Staaten, der die Eheschließung gleichgeschlechtlicher Paare zulässt.

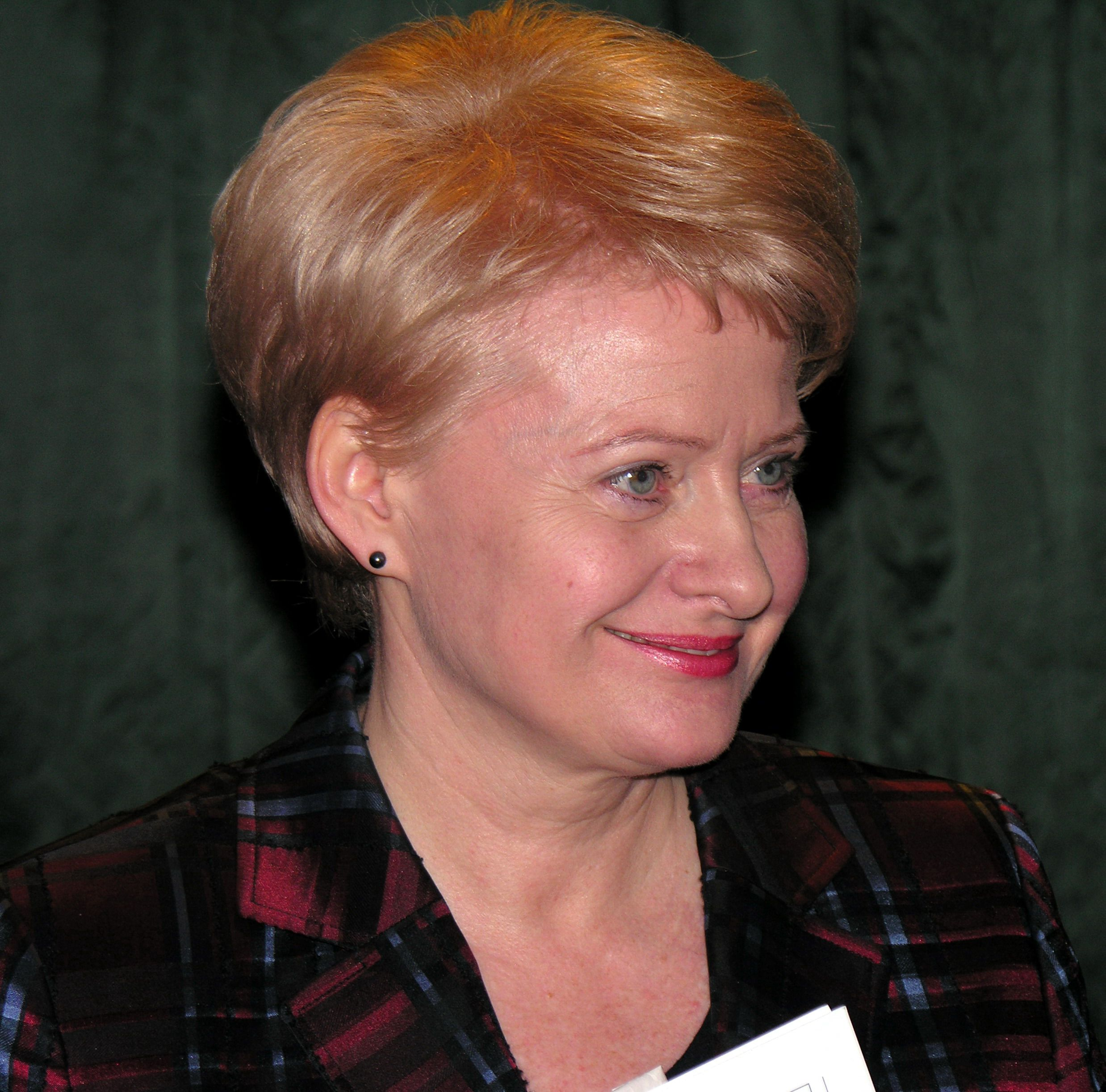
2009: Dalia Grybauskaitė

- 2009: Bei den Präsidentschaftswahlen in Litauen wird die ehemalige EU-Kommissarin Dalia Grybauskaitė im ersten Wahldurchgang mit 68 % der Stimmen als erste Frau zur Präsidentin von Litauen gewählt.

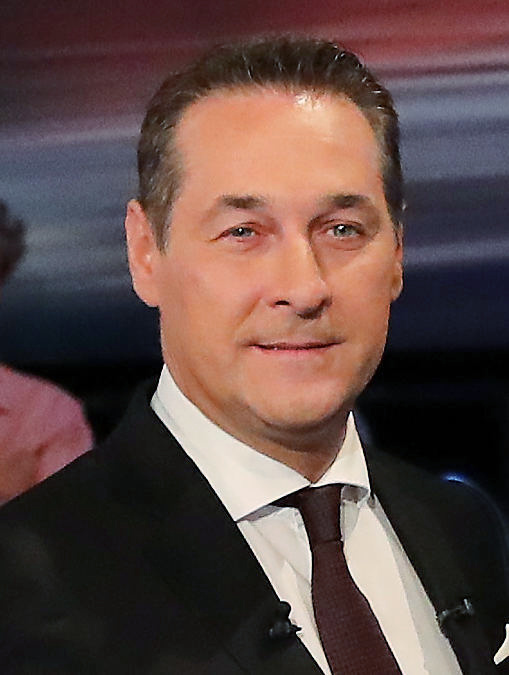
2019: Heinz-Christian Strache

- 2019: Spiegel Online und die Süddeutsche Zeitung lösen mit der Veröffentlichung eines Videos in Österreich die sogenannte Ibiza-Affäre aus. Dies führt zum Rücktritt von Vizekanzler Heinz-Christian Strache und zum Bruch der Koalition aus ÖVP und FPÖ unter Kanzler Sebastian Kurz sowie zur Ansetzung von Neuwahlen.
- 2021: Michaela Moua wird zur ersten Antirassismusbeauftragten der Europäischen Union ernannt.

### Wirtschaft
- 1620: Im osmanischen Philippopolis, dem heutigen bulgarischen Plowdiw, wird das erste Kinderkarussell betrieben. Laut zeitgenössischer Beschreibung besteht es aus einem großen Wagenrad, an dessen äußerer Seite kleine Sitze befestigt sind, worauf die Kinder ihren Platz einnehmen.

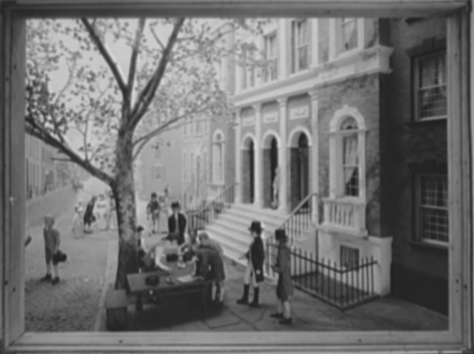
1792: Unterzeichnung des Buttonwood Agreement

- 1792: Mehrere New Yorker Broker unterzeichnen in der Wall Street Nr. 68 das Buttonwood Agreement. Das gilt als Gründungsdatum der New York Stock Exchange.
- 1794: Die Ostfriesischen Landstände beschließen in Aurich die Gründung des ersten deutschen Nordseebades auf der Insel Norderney. Friedrich Wilhelm II. erteilte ihnen 1797 dazu die Genehmigung.
- 1837: Der Verleger Arunah Shepherdson Abell gründet in Baltimore, Maryland, die liberale US-amerikanische Tageszeitung The Baltimore Sun.

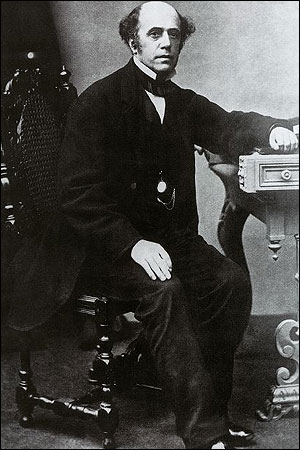
1861: Thomas Cook

- 1861: Thomas Cook organisiert die erste Pauschalreise mit Unterkunft und Verpflegung. Britische Arbeiter reisen per Schiff und Bahn nach Paris.
- 1992: Der neue Flughafen München im Erdinger Moos wird in Betrieb genommen. Der komplette Flugbetrieb zieht über Nacht vom Flughafen München-Riem zum neuen Flughafen um, nachdem in Riem am Vortag kurz vor Mitternacht der letzte Linienflug abgeschlossen worden ist.

### Wissenschaft und Technik

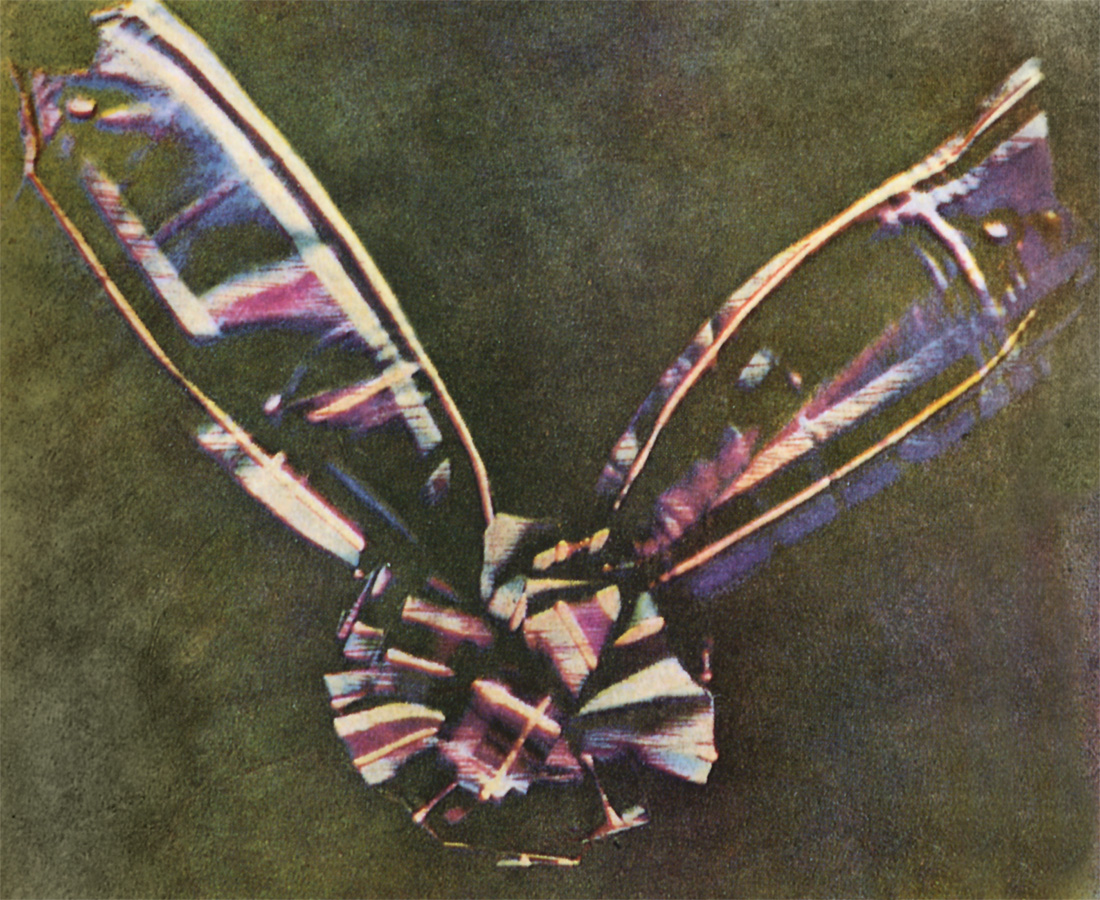
1861: Erstes Farbfoto

- 1861: Der schottische Physiker James Clerk Maxwell führt in einem Vortrag an der Royal Institution das weltweit erste Farbfoto vor.
- 1865: In Paris entsteht auf Anregung der französischen Regierung der Internationale Telegrafenverein, heute als Internationale Fernmeldeunion eine UN-Spezialorganisation.

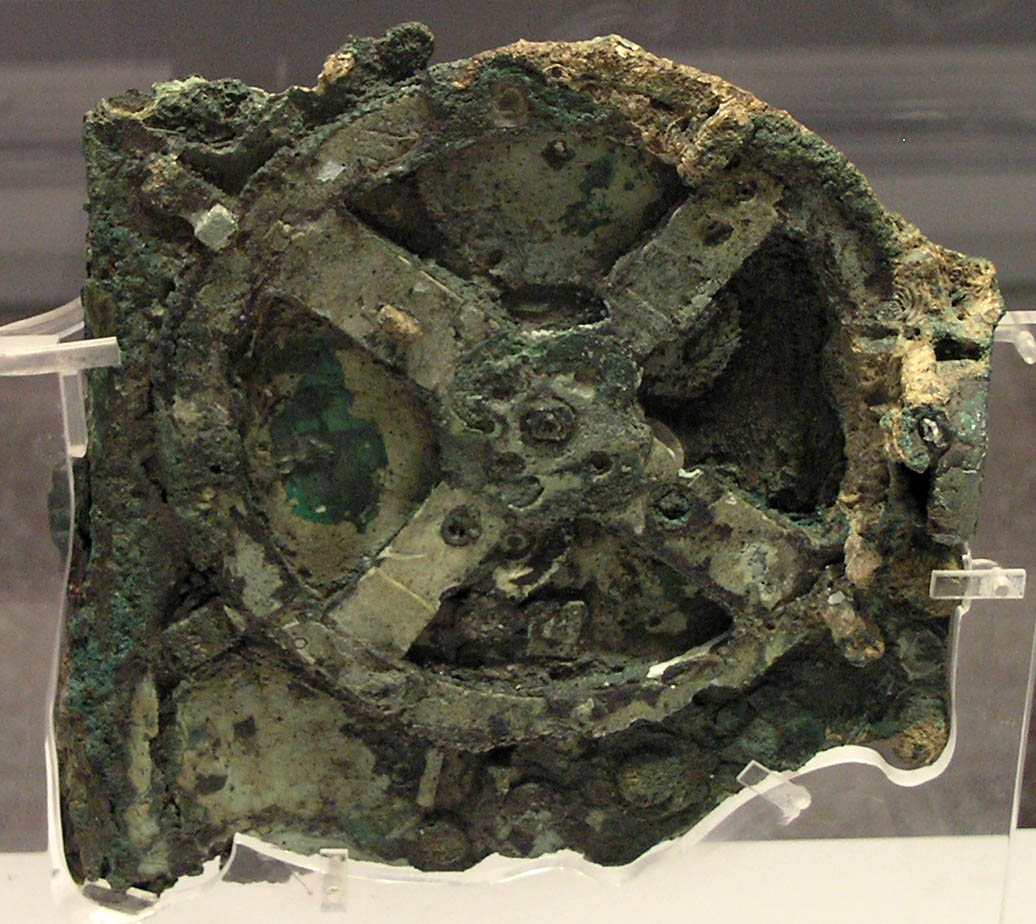
1902: Mechanismus von Antikythera

- 1902: Der griechische Archäologe Valerios Stais entdeckt in einem Klumpen aus korrodiertem Material aus einem Schiffswrack den Mechanismus von Antikythera, ein antikes Artefakt aus Zahnrädern.
- 1969: Im Rahmen der sowjetischen Venera-Missionen erreicht die Landesonde Venera 6 den Planeten Venus. Sie sendet 51 Minuten lang Daten, ehe sie der Atmosphärendruck zerstört.

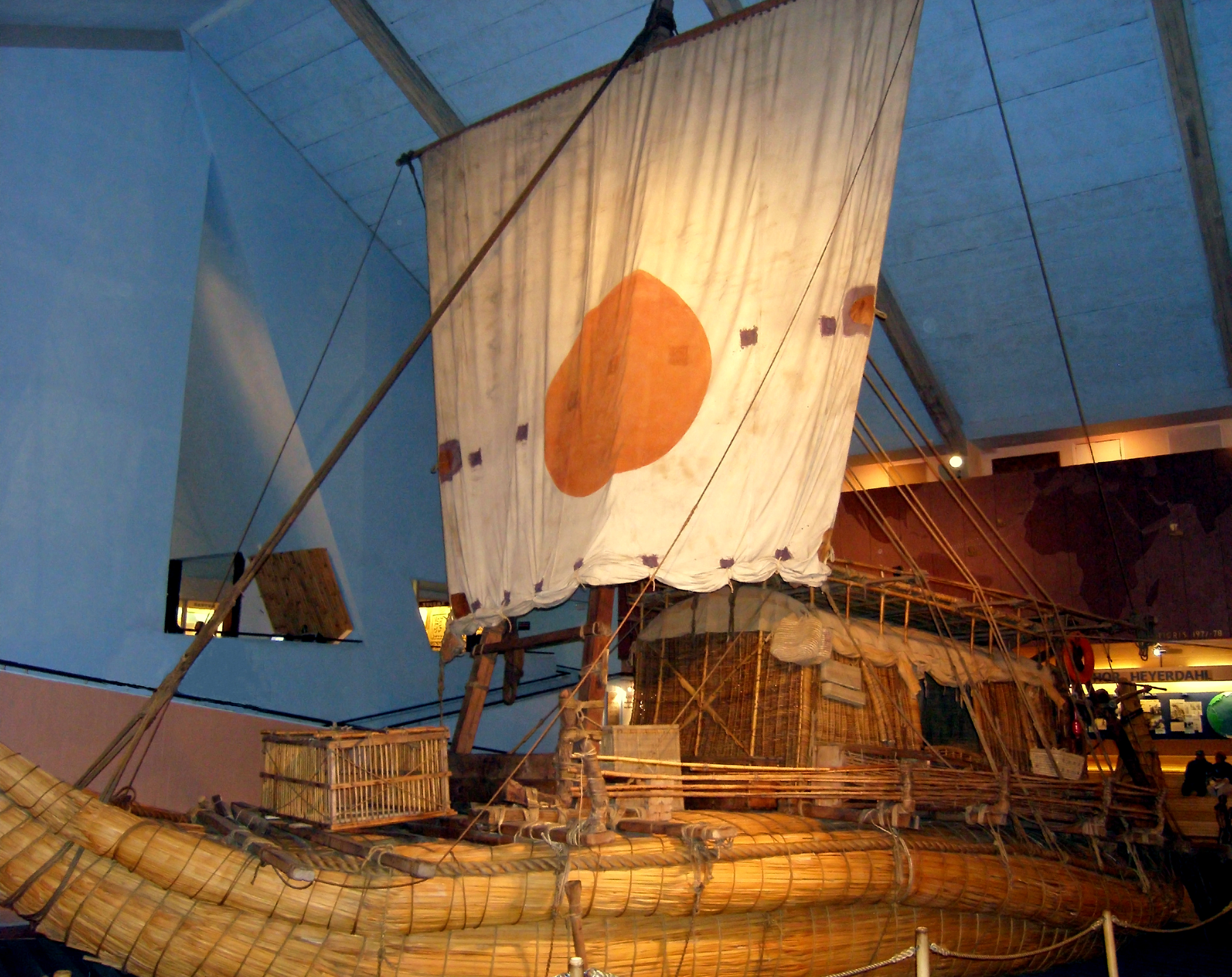
1970: Ra II

- 1970: Ein Jahr nach der kurz vor dem Ziel gescheiterten Ra-Expedition startet Thor Heyerdahl mit der Ra II von Safi in Marokko aus zum erneuten Versuch einer Ost-West-Überquerung des Atlantiks auf einem Papyrusboot. Diesmal wird die Crew ihr Ziel auf Barbados erreichen.
- 1990: Die Weltgesundheitsorganisation (WHO) der UNO streicht Homosexualität aus dem Diagnoseschlüssel der Krankheiten.

### Kultur

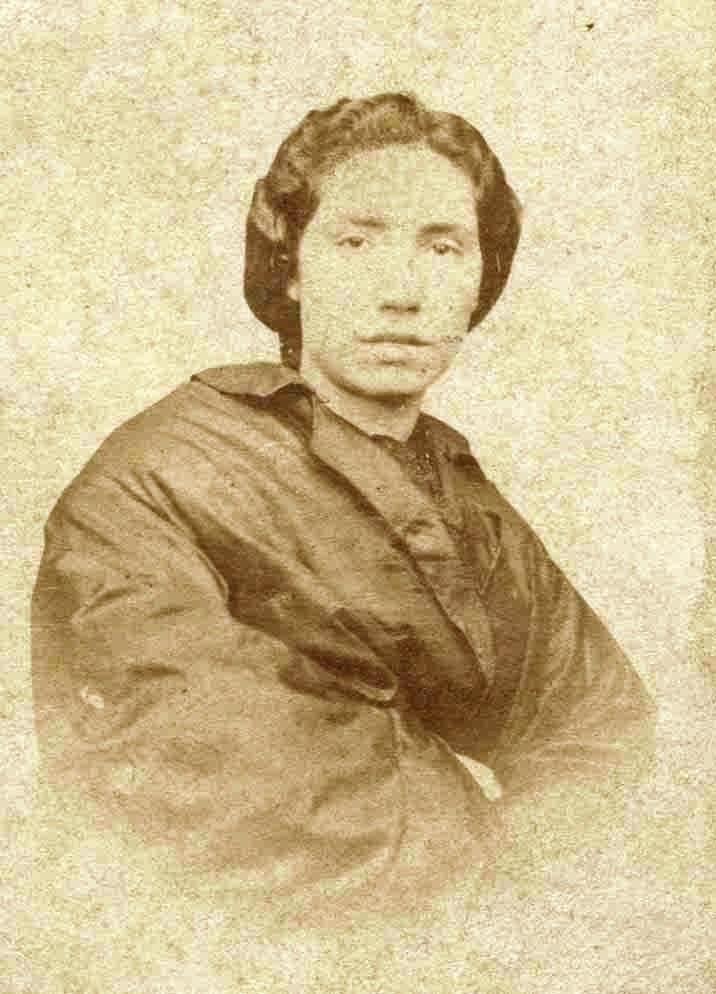
1863: Rosalía de Castro

- 1863: Die spanische Lyrikerin Rosalía de Castro veröffentlicht die Cantares gallegos (Galicische Gesänge), ihr erstes Werk in Galicischer Sprache. Der Tag ist bis heute Feiertag in der autonomen Region Galicien.
- 1890: Die Oper Cavalleria rusticana (Sizilianische Bauernehre) von Pietro Mascagni mit dem Libretto von Giovanni Verga hat ihre Uraufführung am Teatro Costanzi in Rom. Die Oper wird zum größten Erfolg des Komponisten.
- 1943: Uraufführung des Films Ossessione vom italienischen Regisseur Luchino Visconti, der den Beginn des italienischen Neorealismus markiert.

1946: Logo der DEFA

- 1946: In Potsdam-Babelsberg wird die Deutsche Film AG (DEFA), das volkseigene Filmstudio der Deutschen Demokratischen Republik, gegründet.
- 1961: Im Ohel-Theater in Tel Aviv wird die Komödie Der Trauschein von Ephraim Kishon uraufgeführt.
- 1966: Bob Dylan gibt in der Free Trade Hall in Manchester das umstrittene Konzert, das zum Album The Bootleg Series Vol. 4 Bob Dylan Live 1966 The “Royal Albert Hall” Concert führt.
- 1971: Die Uraufführung der musikalischen Show Der langwierige Weg in die Wohnung der Natascha Ungeheuer von Hans Werner Henze auf das Libretto von Gaston Salvatore erfolgt in Rom.

### Religion
- 0352: Liberius wird als Nachfolger des am 12. April verstorbenen Julius I. Bischof von Rom.
- 0884: Hadrian III. wird als Nachfolger des zwei Tage vorher verstorbenen Marinus I. als Papst inthronisiert.

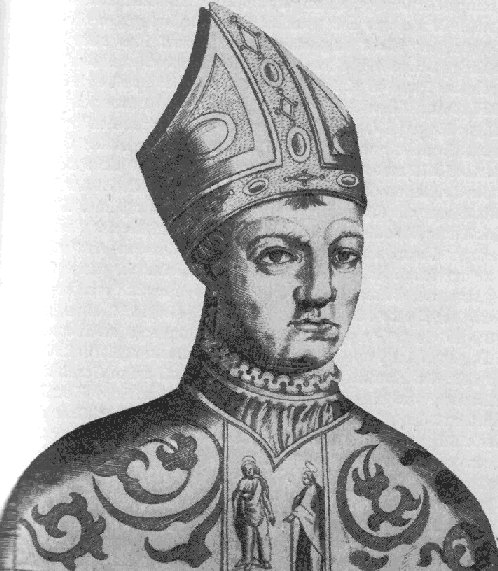
1410: Johannes XXIII.

- 1410: Das Abendländische Schisma erreicht einen neuen Höhepunkt: Johannes XXIII. wird als Nachfolger von Alexander V. als zweiter Gegenpapst zu Gregor XII. in Rom und Benedikt XIII. in Avignon gewählt. Er residiert in Bologna.
- 1835: In seiner Enzyklika Commissum divinitus verurteilt Papst Gregor XVI. die Badener Artikel zum Verhältnis zwischen Kirche und Staat in der Schweiz.
- 1959: 300.000 Menschen nehmen an der Einweihung der Cristo-Rei-Statue im portugiesischen Almada teil. Ihr Bau geht auf ein Gelübde von Bischöfen im Jahr 1940 zurück, wenn der Zweite Weltkrieg den Staat verschone.
- 1995: Der drei Tage zuvor zum neuen tibetischen 11. Penchen Lama erkorene sechsjährige Gendün Chökyi Nyima wird durch die chinesischen Behörden an einen unbekannten Ort verbracht. Sein weiteres Schicksal ist seitdem unbekannt.

### Katastrophen

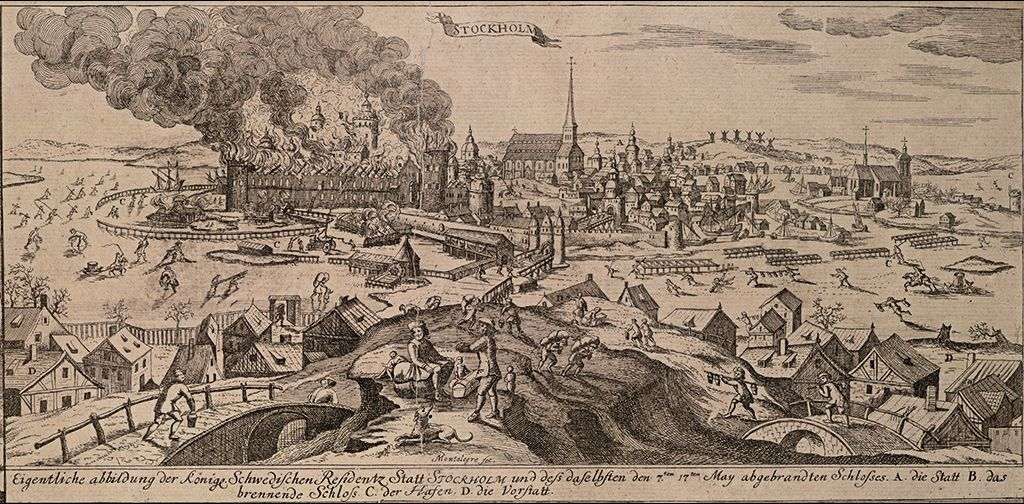
1697: Brand des Stockholmer Schlosses

- 1697: Die königliche Burg Tre Kronor in Stockholm fällt einem Brand zum Opfer, der das Bauwerk fast völlig zerstört.
- 1849: Große Teile von St. Louis, Missouri, werden durch einen Großbrand zerstört. Drei Menschen kommen ums Leben, 430 Gebäude und zahlreiche Mississippi-Dampfschiffe fallen dem Brand zum Opfer.

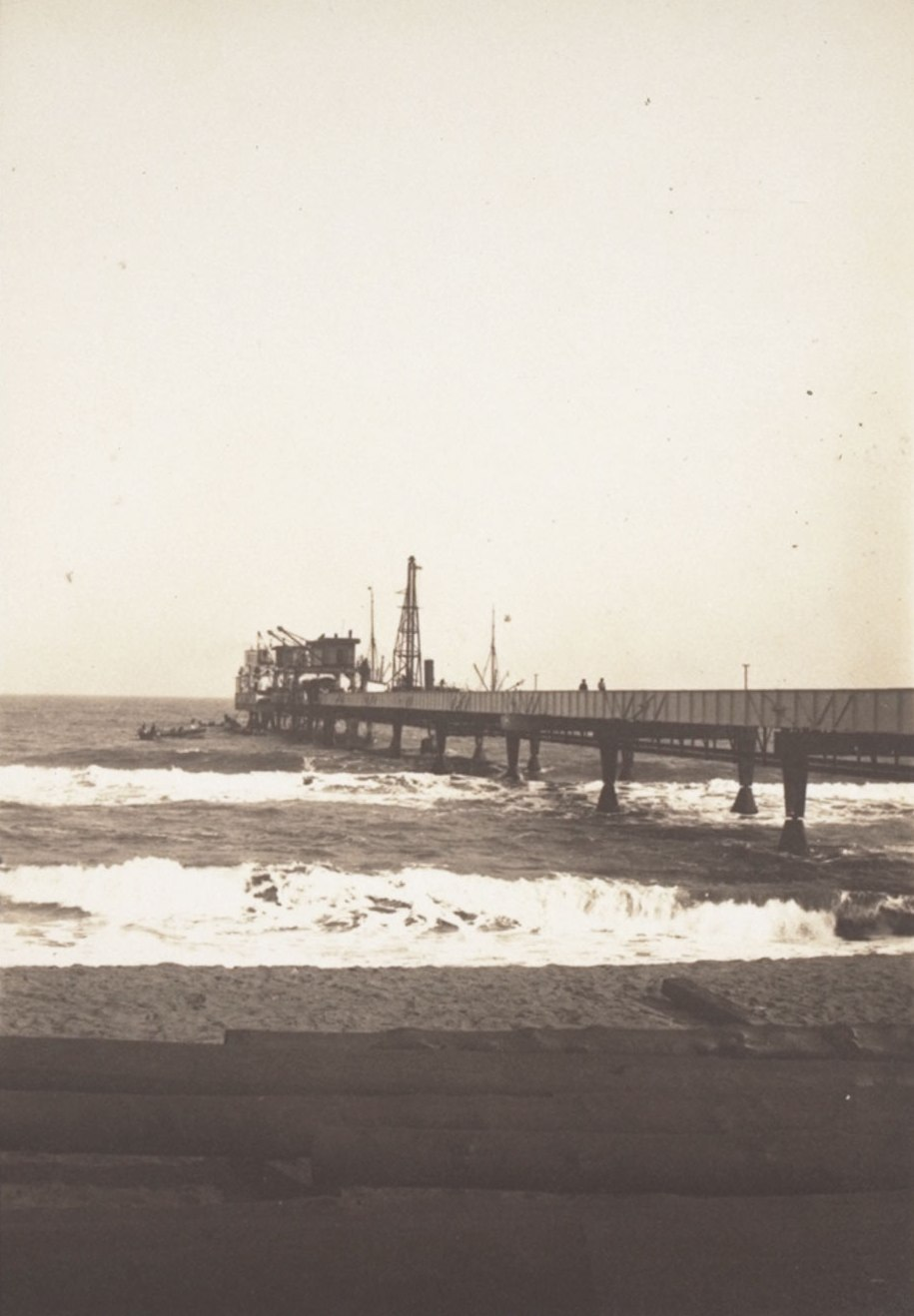
1911: Landungsbrücke Lomé

- 1911: Die Landungsbrücke Lomé in der deutschen Kolonie Deutsche Kolonie Togo wird durch ungewöhnlich starken Seegang schwer beschädigt. Drei Drehkräne und etwa ein Dutzend Bahnwaggons werden ins Meer gerissen.

Kleinere Unglücksfälle sind in den Unterartikeln von Katastrophe und in der Liste von Katastrophen aufgeführt.

### Natur und Umwelt

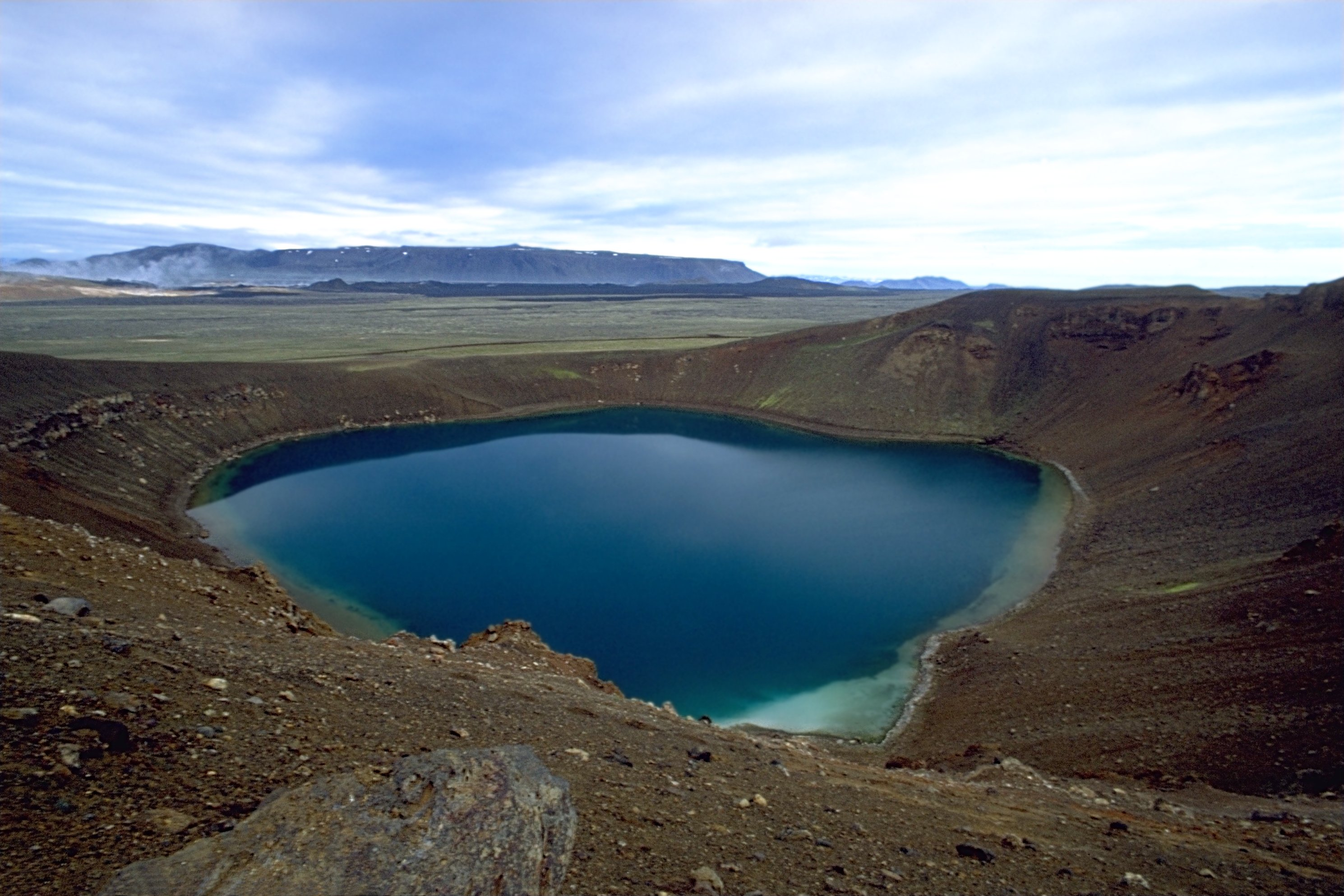
1724: Víti-Krater

- 1724: Auf Island ereignet sich westlich des Vulkans Krafla eine physikalische Explosion. Die Wucht des Zusammentreffens von Magma und Grundwasser verursacht einen Krater von 320 Meter Durchmesser.

### Sport

1860: TSV München

- 1860: Zwölf Jahre nach seinem Verbot wegen „republikanischer Umtriebe“ wird der Münchner Turnverein wieder gegründet. Nach Umbenennungen ist der Sportverein heute als TSV München von 1860 e. V. vor allem Fußballfreunden ein Begriff.
- 1868: Die Berliner Galopprennbahn Hoppegarten wird in Dahlwitz-Hoppegarten in Anwesenheit von König Wilhelm I. mit vier Hindernisrennen eröffnet.
- 1875: In Louisville im US-Bundesstaat Kentucky wird das erste Pferderennen des Kentucky Derbys ausgetragen.
- 1886: Der schottische Fußballverein FC Motherwell entsteht durch den Zusammenschluss zweier Unternehmenssportclubs.

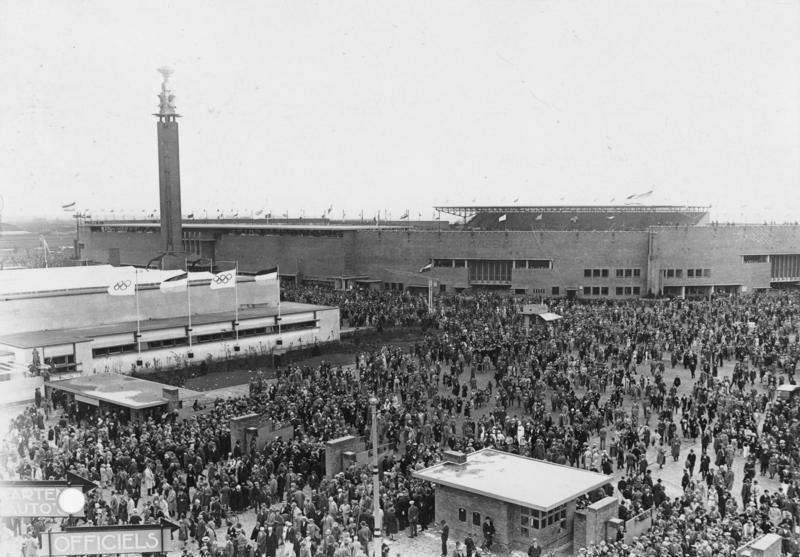
1928: Olympische Sommerspiele, Eröffnungsfeier

- 1928: Prinz Hendrik der Niederlande eröffnet im Olympiastadion Amsterdam des Architekten Jan Wils die IX. Olympischen Sommerspiele, an denen unter anderem Johnny Weissmüller und Paavo Nurmi teilnehmen. Die Spiele dauern bis zum 12. August.
- 1952: Sportvereine aus Innsbruck, Partenkirchen, Bischofshofen und Oberstdorf rufen die heute als Vierschanzentournee bekannte Deutsch-Österreichische Springertournee ins Leben.
- 1963: Der italienische Wrestler Bruno Sammartino besiegt den regierenden Champion Buddy Rogers im Kampf um den WWWF World Heavyweight Championship in nur 48 Sekunden. Er wird den Titel sieben Jahre, acht Monate und einen Tag behalten.
- 1971: Der erste Stadtmarathon in Deutschland wird als Frankfurt-Marathon gestartet.
- 1974: Der FC Bayern München gewinnt nach einem 4:0-Sieg im Wiederholungsspiel über Atlético Madrid im Heysel-Stadion in Brüssel als erster deutscher Fußballclub den Europapokal der Landesmeister.
- 2000: Galatasaray Istanbul gewinnt nach einem 4:1-Sieg (nach Elfmeterschießen) über den FC Arsenal als erster türkischer Fußballclub den UEFA-Pokal.

Einträge von Leichtathletik-Weltrekorden befinden sich unter der jeweiligen Disziplin unter Leichtathletik.

## Geboren

### Vor dem 18. Jahrhundert
- 1008: Heinrich I., französischer König
- 1155: Jien, japanischer buddhistischer Mönch, Historiker und Dichter
- 1443: Edmund, Earl of Rutland, englischer Adeliger
- 1451: Engelbert II., Graf von Nassau-Breda, Herr von Diest, Roosendaal, Nispen und Wouw

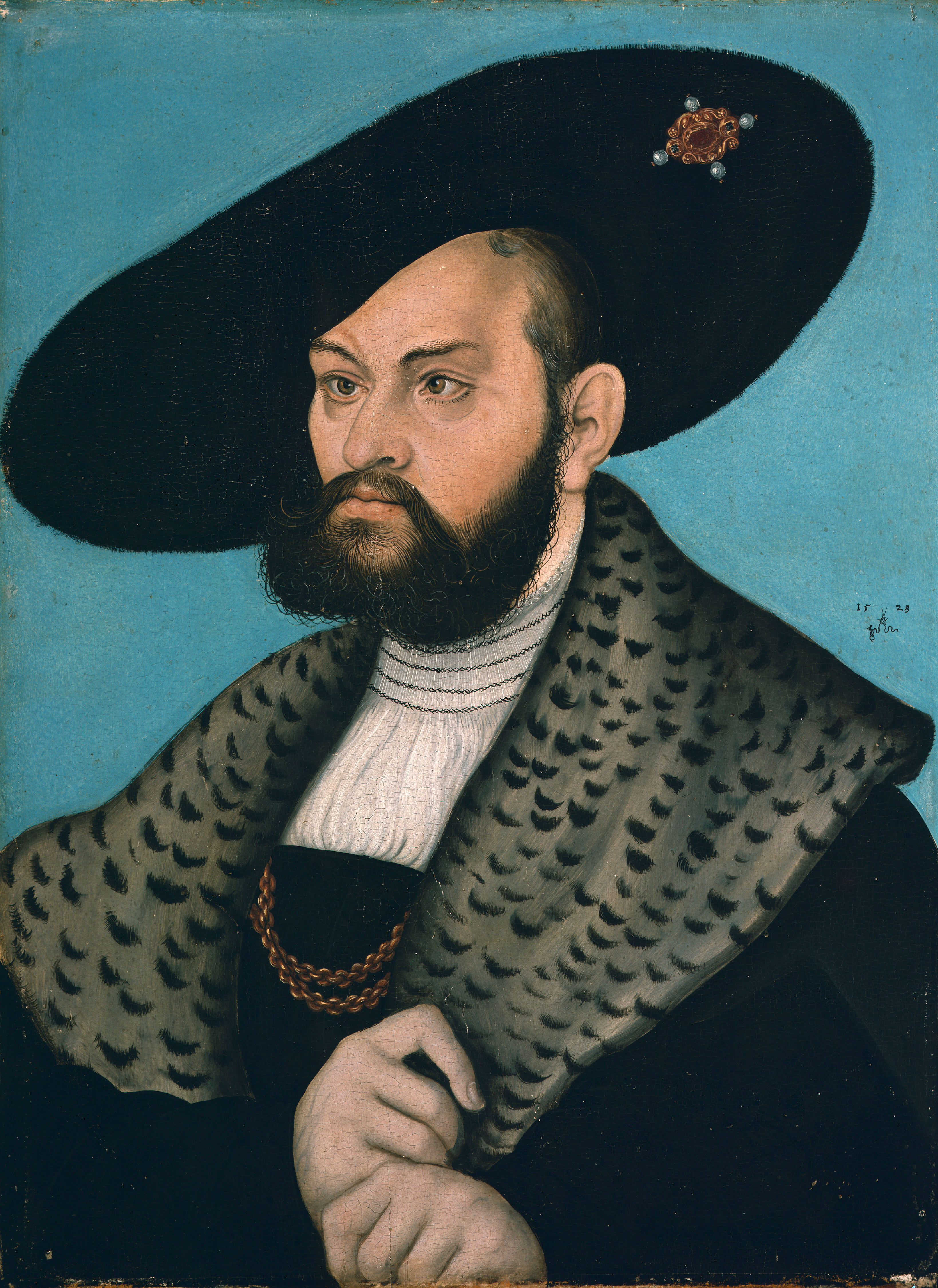
Albrecht (* 1490)

- 1490: Albrecht von Brandenburg-Ansbach, erster Herzog von Preußen
- 1500: Federico II. Gonzaga, Herzog von Mantua
- 1530: Alexander von Pappenheim, kaiserlicher Rat
- 1551: Martin Anton Delrio, spanischer Jesuit und Hexentheoretiker
- 1551: Michael Tryller, kursächsischer Beamter
- 1567: Johann von der Asseburg, kaiserlicher Feldobrist
- 1593: Benedikt von Ahlefeldt, Erbherr auf Haseldorf, Osterrade, Kluvensiek und Klosterpropst zu Uetersen
- 1626: Eleonore Katharine von Pfalz-Zweibrücken-Kleeburg, Landgräfin von Hessen-Eschwege
- 1628: Ferdinand Karl, Landesfürst von Tirol
- 1658: Marcus Conrad Dietze, deutscher Bildhauer und Architekt
- 1673: Joseph Lothar von Königsegg-Rothenfels, kaiserlicher Feldmarschall und Präsident des österreichischen Hofkriegsrates
- 1689: Johann Ludwig Lindhammer, deutscher evangelischer Theologe
- 1693: Georg Sigismund Caspari, deutscher Orgelbauer
- 1695: Emmanuel-François-Joseph de Bavière, französischer General und Statthalter
- 1700: Conrad Mannlich, deutscher Maler

### 18. Jahrhundert
- 1702: Johann Anton Aigner, österreichischer fürstbischöflicher geistlicher Rath und Pfarrer
- 1702: Heinrich Schlumpf, Schweizer Bürgermeister und Tagsatzungsgesandter
- 1703: Sebastiano Ceccarini, italienischer Porträtmaler
- 1705: Ambrosius Stub, dänischer Dichter
- 1711: Agustín de Jáuregui, spanischer Offizier, Gouverneur von Chile und Vizekönig von Peru
- 1712: Gottfried Ludwig Mencke, deutscher Rechtswissenschaftler und Herzoglich-Braunschweigischer Hofrat
- 1714: Anna Charlotte, Prinzessin von Lothringen, Äbtissin von Remiremont und Sainte-Waudru und Koadjutrix im Stift Essen und im Reichsstift Thorn
- 1716: Johann Matthias Schreiber, deutscher Orgelbauer
- 1718: Matthew Maty, niederländischer Mediziner, Biograf und Bibliothekar
- 1719: Bjarni Pálsson, isländischer Arzt und Aufklärer
- 1721: Johann August Bach, deutscher Rechtshistoriker
- 1729: Niklaus Friedrich von Steiger, letzter Schultheiss des alten Bern
- 1741: Barthélemy Faujas de Saint-Fond, französischer Geologe und Vulkanologe
- 1741: John Penn, einer der Gründerväter der USA
- 1743: Johann Gottwerth Müller, deutscher Schriftsteller

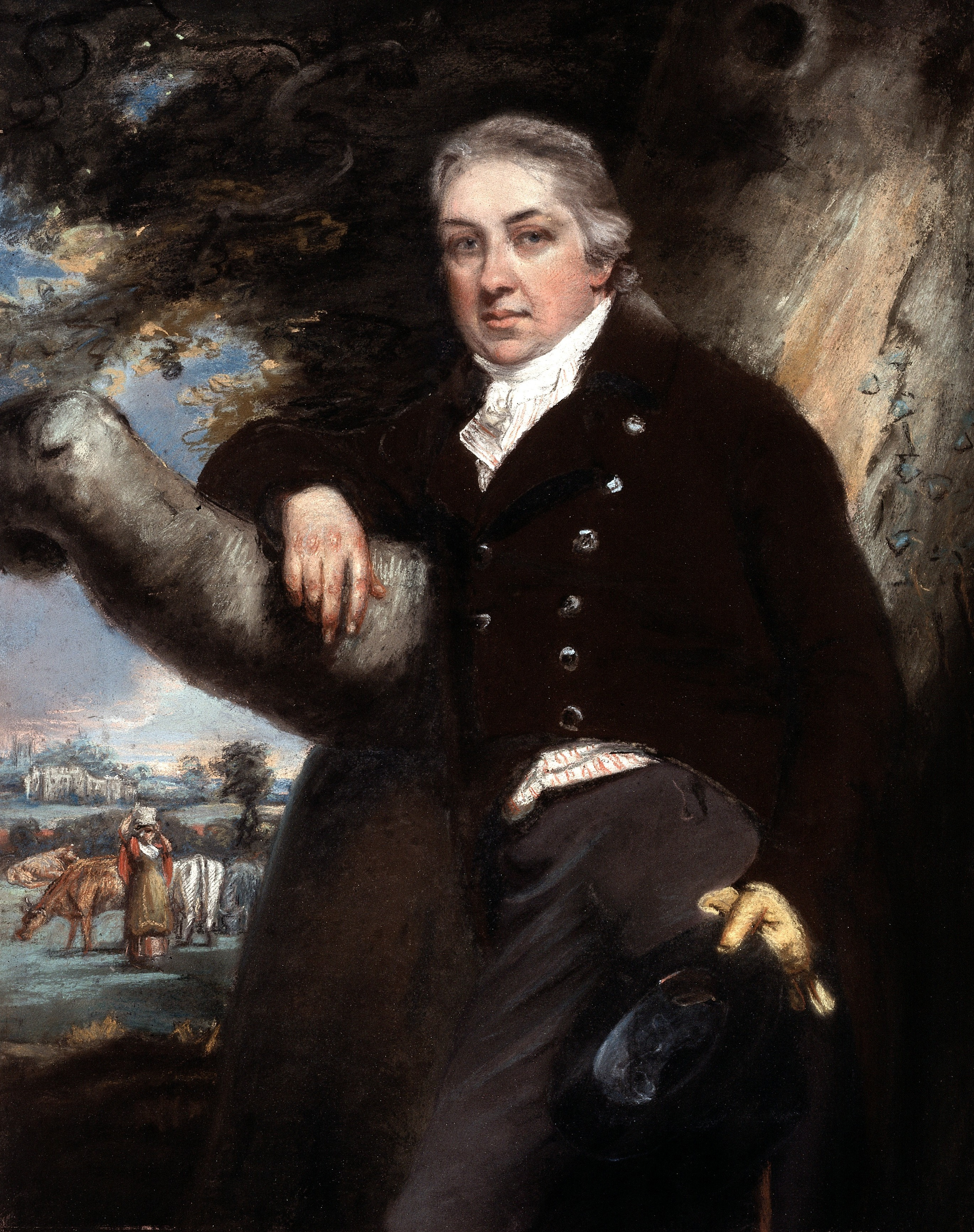
Edward Jenner (* 1749)

- 1749: Edward Jenner, englischer Landarzt, entwickelte die moderne Pockenschutzimpfung
- 1758: Honoré IV., Fürst von Monaco
- 1759: John Francis Mercer, US-amerikanischer Politiker
- 1761: Carl Gotthold Claunigk, deutscher Orgelbauer
- 1763: Pierre-Auguste Adet, französischer Arzt und Chemiker
- 1768: Caroline von Braunschweig-Wolfenbüttel, Gemahlin des britischen Königs Georg IV.
- 1768: Henry William Paget, britischer General und Staatsmann
- 1776: Amos Eaton, US-amerikanischer Botaniker
- 1778: Johann Friedrich Küttlinger, deutscher Mediziner und Botaniker
- 1788: August von Wolff, preußischer Generalmajor
- 1791: Silas H. Jennison, US-amerikanischer Politiker
- 1793: Dominikus Kuenzer, deutscher römisch-katholischer Priester, MdL, Mitglied der Frankfurter Nationalversammlung
- 1794: Frédéric Monod, schweizerisch-französischer evangelischer Geistlicher
- 1797: Mariane Bargiel, deutsche Pianistin, Sängerin und Klavierlehrerin
- 1800: Ernst von Bandel, deutscher Architekt, Bildhauer und Maler
- 1800: Carl Friedrich Zöllner, deutscher Komponist

### 19. Jahrhundert

#### 1801–1850
- 1806: Wilhelm Kreyher, deutscher Architekt
- 1812: Johann Eduard Wappäus, deutscher Geograph und Statistiker
- 1817: Carl Kuntze, deutscher Komponist und Musiker
- 1819: Heinrich von Abendroth, sächsischer Generalleutnant und Militärschriftsteller
- 1820: Sergei Michailowitsch Solowjow, russischer Geschichtsschreiber
- 1821: Sebastian Kneipp, deutscher Naturheilkundler
- 1821: August Nagel, deutscher Professor für Geodäsie
- 1822: Edward Armitage, englischer Botaniker
- 1825: Johann Jakob Egli, Schweizer Geograph
- 1830: Eliza Frankenstein, deutschamerikanische Landschaftsmalerin
- 1832: Gneomar Ernst von Natzmer, preußischer Offizier und Militärschriftsteller
- 1834: Leopold Arnsperger, deutscher Mediziner und Politiker
- 1836: Joseph Norman Lockyer, britischer Astrophysiker
- 1842: August Thyssen, deutscher Industrieller
- 1843: Otto Intze, deutscher Professor für Wasserbau
- 1844: Julius Wellhausen, deutscher Theologe
- 1845: Pedro Lira, chilenischer Maler
- 1845: Jacint Verdaguer, katalanischer Dichter
- 1846: Amand von Schweiger-Lerchenfeld, österreichischer Reisender, Schriftsteller und Offizier
- 1848: Tony Schumacher, deutsche Kinderbuchautorin
- 1848: Charlotte Valentiner, deutsche Blumenmalerin
- 1849: Max Aronheim, deutscher Jurist und Unternehmer
- 1850: Antonio Scontrino, italienischer Komponist

#### 1851–1900

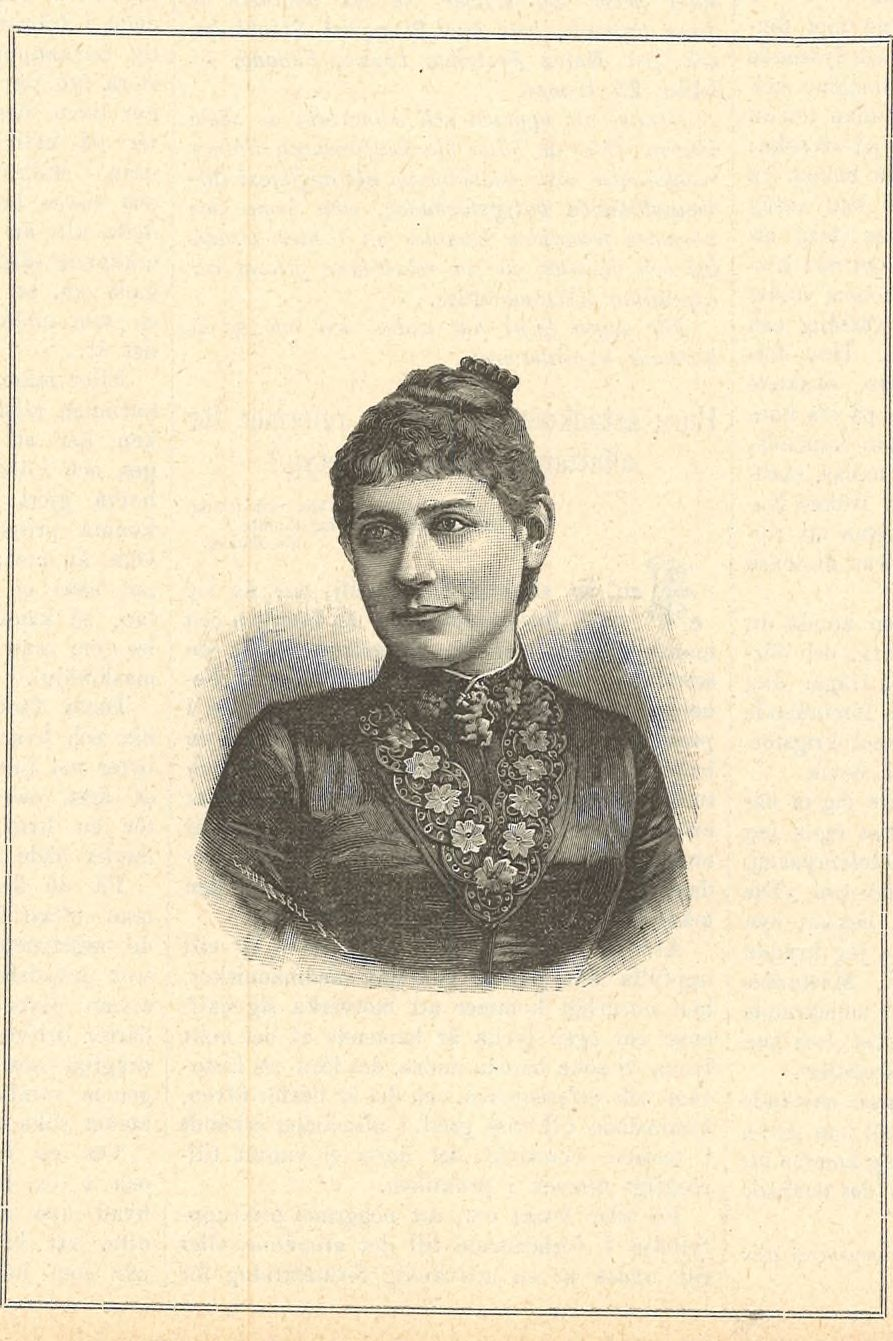
Nataly von Eschstruth (* 1860)

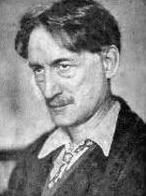
Henri Barbusse (* 1873)

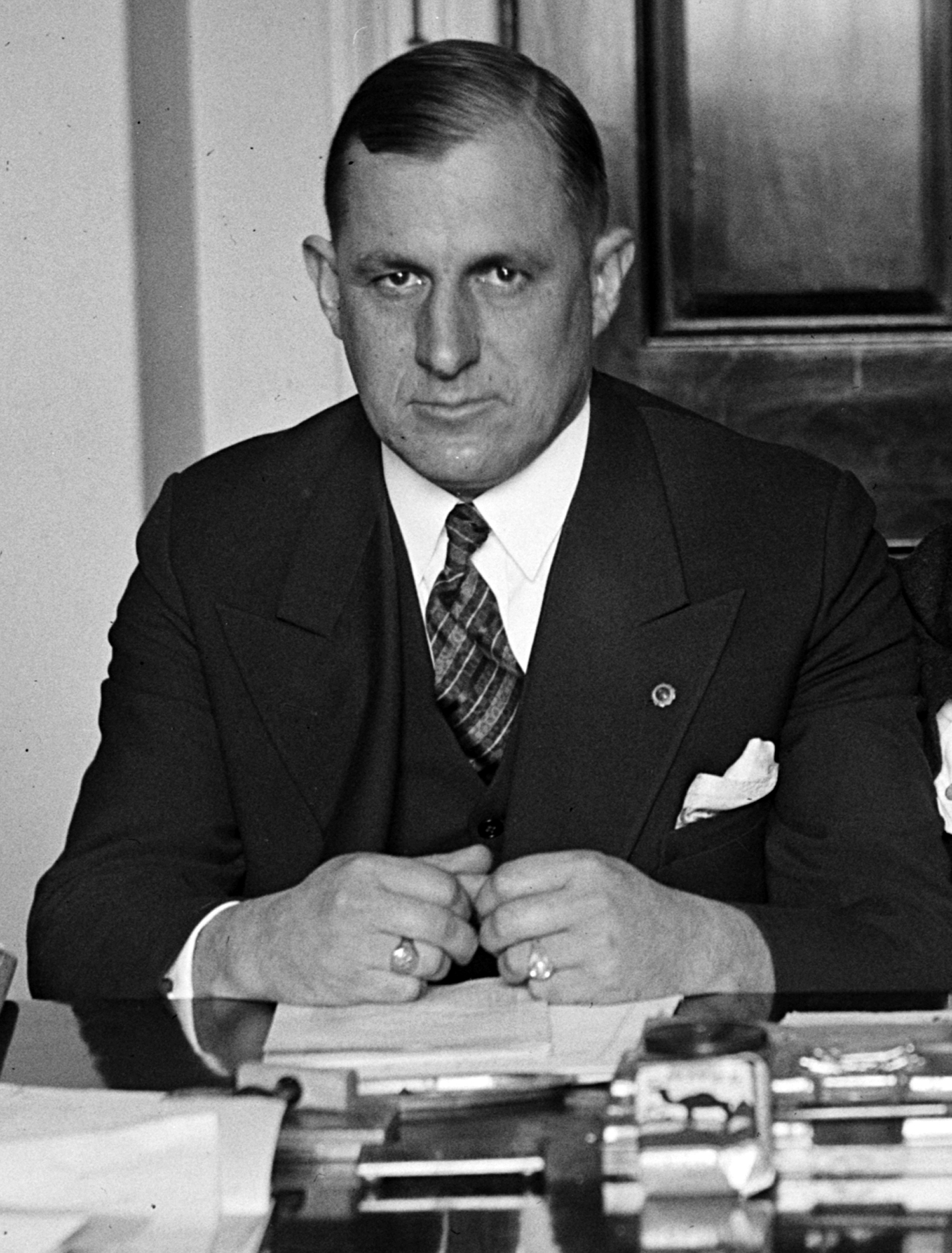
Stewart H. Appleby (* 1890)

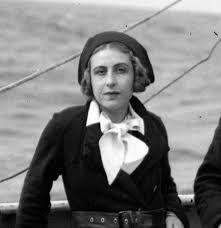
Anita Conti (* 1899)

- 1851: Viktor Bendix, dänischer Komponist, Pianist und Dirigent
- 1851: Aleksander Michałowski, polnischer Pianist, Musikpädagoge und Komponist
- 1853: Paul Arendt, deutscher Theaterschauspieler
- 1854: Georges Gillet, französischer Oboist, Musikpädagoge und Komponist
- 1854: Oskar von Truppel, deutscher Marineoffizier und Gouverneur von Kiautschou
- 1857: Carl Appel, deutscher Romanist und Hochschullehrer
- 1858: Mary Adela Blagg, englische Astronomin
- 1858: Hans Hartl, österreichisch-böhmischer Politiker, Mathematiker und Physiker
- 1860: Charlotte Barnum, US-amerikanische Mathematikerin
- 1860: Austin Lane Crothers, US-amerikanischer Politiker
- 1860: Nataly von Eschstruth, deutsche Schriftstellerin
- 1860: August Stradal, deutsch-tschechischer Pianist, Arrangeur, Komponister und Musikpädagoge
- 1863: Charles Robert Ashbee, britischer Architekt
- 1863ː Anna Edinger, deutsche Sozialpolitikerin, Frauenrechtlerin, Stifterin und Friedensaktivistin
- 1865: Tito Ricordi, italienischer Musikverleger
- 1866: John William Abercrombie, US-amerikanischer Rechtsanwalt und Politiker
- 1866: Erik Satie, französischer Komponist und Pianist
- 1866: Julian Balthasar Marchlewski, deutscher Politiker und Mitgründer des Spartakusbundes
- 1867: Georgette Agutte, französische Malerin
- 1867: Theodor Leipart, deutscher Gewerkschafter und Politiker, MdL und Landesminister
- 1867: James Richardson Spensley, britischer Arzt, englischer Fußballspieler und -trainer, einer der Gründerväter des italienischen Fußballs
- 1867: Gertrud Schwend-Uexküll, Gründerin des Mädchengymnasiums in Stuttgart
- 1871: Céline Marier, kanadische Sängerin und Gesangspädagogin
- 1871: Anna Petrowna Ostroumowa-Lebedewa, russische bzw. sowjetische Malerin
- 1873: Henri Barbusse, französischer Schriftsteller
- 1873: Dorothy Richardson, britische Schriftstellerin und Essayistin
- 1874: Auda ibu Tayi, arabischer Feldherr
- 1874: Martha Bernstein, deutsche Malerin
- 1875: Adolf Bennecke, deutscher Gynäkologe und Hochschullehrer
- 1876: Alfred Götze, deutscher Philologe und Germanist
- 1876: Konstantin Gorbatov, deutscher Maler
- 1876: Carrie Tubb, englische Sopranistin
- 1879: Hans Grade, deutscher Flugpionier
- 1883: Karl Vesper, deutscher Widerstandskämpfer
- 1884: Alexander Pawlowitz, österreichischer Porträt-, Landschafts- und Kriegsmaler
- 1886: Alfons XIII., spanischer König
- 1886: Ernst Deloch, deutscher Springreiter
- 1887: Octávio Bevilacqua, brasilianischer Musikwissenschaftler und -pädagoge
- 1887: Beatrix Dobie, neuseeländische Malerin
- 1887: Gonzaque Lécureul, französischer Automobilrennfahrer
- 1887: Ludwig Sievert, deutscher Bühnenbildner
- 1888: Raymond W. Bliss, US-amerikanischer Offizier, Surgeon General of the Army
- 1889: Paula Jordan, Galeristin in München, wurde deportiert und im KZ Kaunas ermordet
- 1889: Marcel Moyse, französischer Flötist
- 1890: Stewart H. Appleby, US-amerikanischer Politiker
- 1890: Walter Flanigan, US-amerikanischer Footballfunktionär
- 1895: Jean Treunet, französischer Automobilrennfahrer
- 1895: Georg Winter, deutscher Fußballspieler
- 1895: Georg Wulf, deutscher Flugpionier und Flugzeugbauer
- 1896: Brasílio Itiberê da Cunha Luz, brasilianischer Komponist
- 1897: Odd Hassel, norwegischer Chemiker
- 1897: Oswald Rothaug, deutscher Jurist
- 1898: Karl Mauss, deutscher General
- 1898: Hans Winkler, deutscher Motorradrennfahrer
- 1899ː Anita Conti, französische Ozeanografin und Fotografin
- 1900: Nikolai Tichonowitsch Beresowski, russischer Komponist

### 20. Jahrhundert

#### 1901–1925

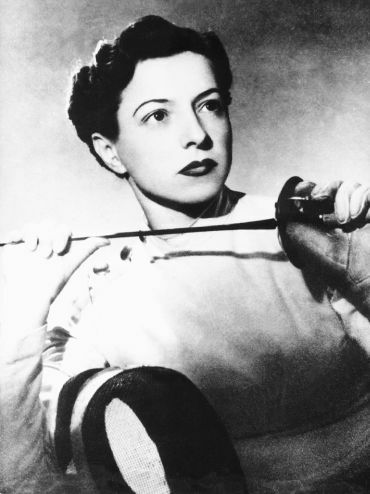
Ilona Elek (* 1907)

- 1901: Werner Egk, deutscher Komponist
- 1902: Teofilo Rossi di Montelera, italienischer Unternehmer, Bobsportler, Motorboot- und Automobilrennfahrer sowie Sportfunktionär
- 1902: Fausto Cleva, US-amerikanischer Dirigent
- 1902: Otto Lüthje, deutscher Schauspieler
- 1904: Jean Gabin, französischer Filmschauspieler
- 1905: Roland Gagnier, kanadischer Fagottist und Musikpädagoge
- 1907: Ilona Elek, ungarische Florett-Fechterin
- 1908: Pierre Louis-Dreyfus, französischer Bankier und Automobilrennfahrer
- 1908: Sigismund Toduță, rumänischer Komponist und Musikwissenschaftler
- 1909: Giulio Carlo Argan, italienischer Kunsthistoriker und Politiker
- 1909: Magda Schneider, deutsche Schauspielerin
- 1909: Karl Schäfer, österreichischer Eiskunstläufer
- 1909: Werner Widmayer, deutscher Fußballspieler
- 1911: Jillert Cammenga, niederländischer Komponist, Arrangeur und Dirigent
- 1911: André Jaunet, Schweizer Flötist

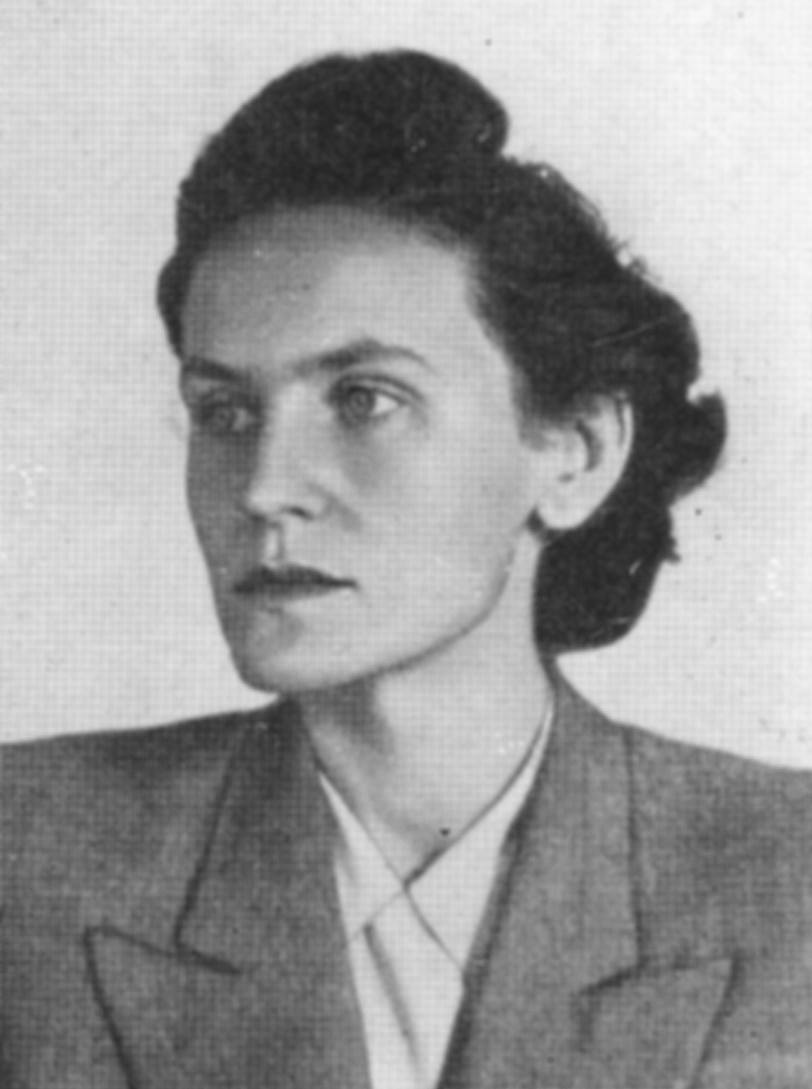
Ilse Stöbe (* 1911)

- 1911: Ilse Stöbe, deutsche Journalistin und Widerstandskämpferin, Opfer des Nationalsozialismus
- 1911: Maureen O’Sullivan, US-amerikanische Schauspielerin
- 1912: Friedrich Arnold, deutscher Politiker
- 1912: Ace Parker, US-amerikanischer American-Football-Spieler
- 1912: Percy Young, britischer Musikschriftsteller und Komponist
- 1913: Waldemar de Brito, brasilianischer Fußballspieler
- 1913: Hans Ruesch, Schweizer Automobilrennfahrer, Publizist und Schriftsteller
- 1914: Bruno Pasut, italienischer Komponist, Pianist, Organist, Chorleiter, Dirigent und Musikpädagoge
- 1915: Hans Joachim Faller, deutscher Richter des Bundesverfassungsgerichts
- 1916: Bele Bachem, deutsche Malerin und Schriftstellerin
- 1918: Joan Benham, britische Schauspielerin

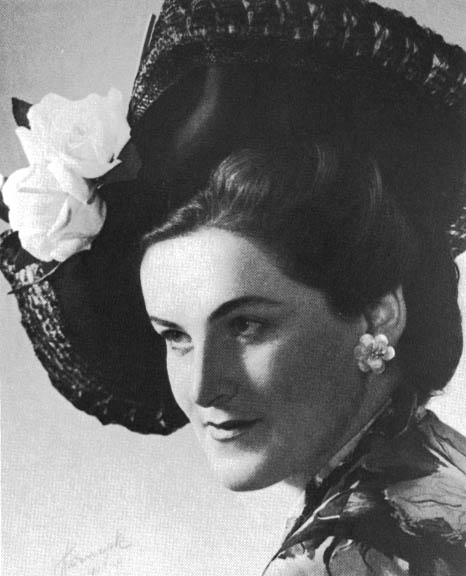
Birgit Nilsson (* 1918)

- 1918: Birgit Nilsson, schwedische Opernsängerin
- 1919: Antonio Aguilar, mexikanischer Sänger und Schauspieler
- 1920: Jón Kristjánsson, isländischer Skilangläufer
- 1920: Hanna Litten, deutsche Bühnenbildnerin und Opfer der Shoah
- 1920: Zofia Rysiówna, polnische Schauspielerin
- 1921: Dennis Brain, britischer Hornist
- 1921: Sigi Feigel, Schweizer Rechtsanwalt
- 1922: Antje Weisgerber, deutsche Schauspielerin
- 1923: Sloane Farrington, bahamaischer Segler
- 1923: Peter Mennin, US-amerikanischer Komponist
- 1924: Hannes Messemer, deutscher Schauspieler
- 1924: Kazimierz Dejmek, polnischer Theaterregisseur
- 1924: František Kovaříček, tschechischer Komponist und Musikpädagoge
- 1925: Michel de Certeau, französischer Kulturphilosoph

#### 1926–1950
- 1926: Agnes Hürland-Büning, deutsche Politikerin, MdB
- 1926: Karl Lieffen, deutscher Schauspieler

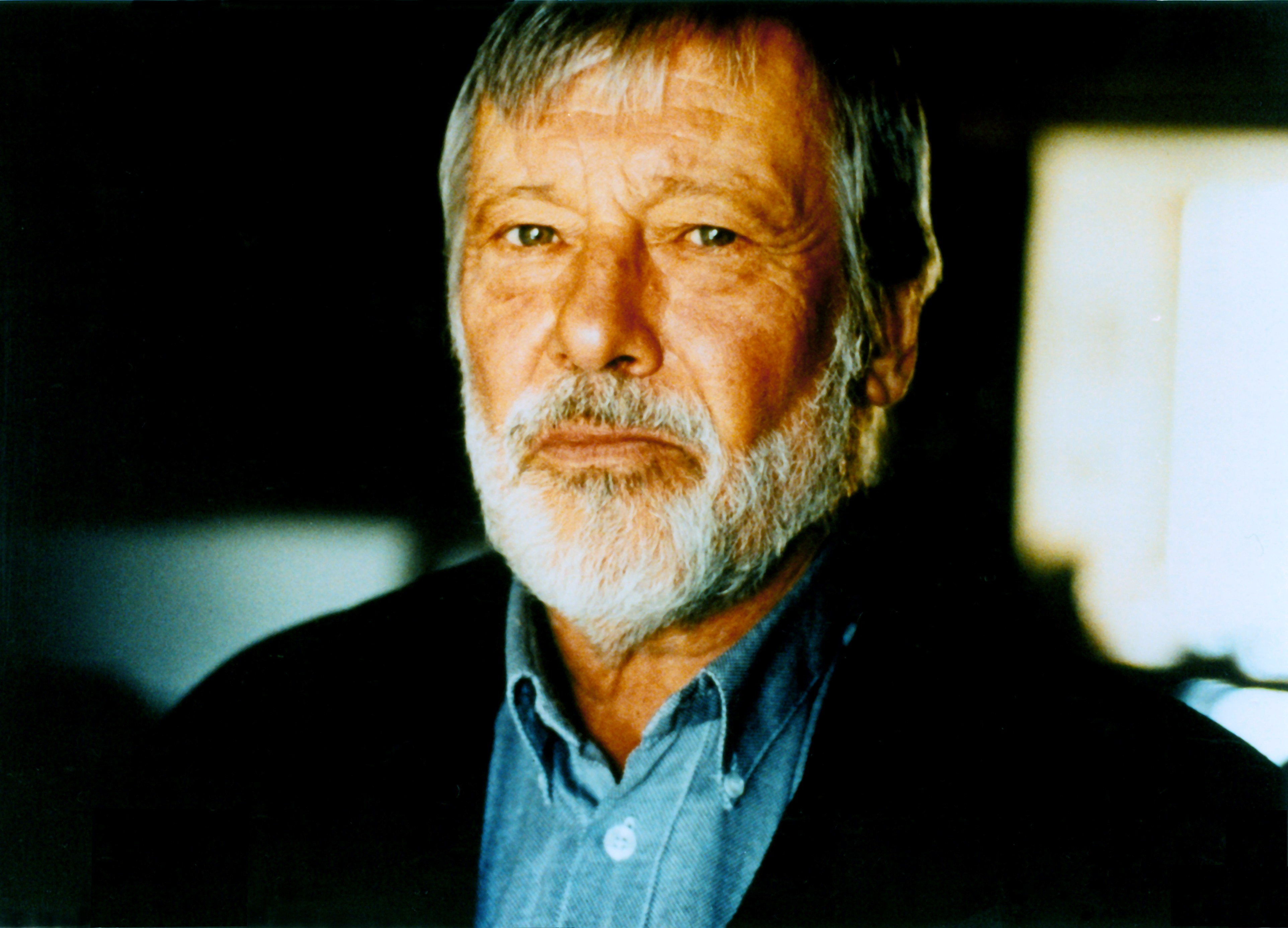
Dietmar Schönherr (* 1926)

- 1926: Dietmar Schönherr, österreichischer Schauspieler
- 1926: Franz Sondheimer, deutscher Chemiker
- 1927: Hans Koch, deutscher Kulturwissenschaftler, Partei und Kulturfunktionär, Abgeordneter der Volkskammer, Mitglied des ZK der SED
- 1927: Heinz Frieler, deutscher Politiker, MdB
- 1927: Winnie Jakob, tschechisch-österreichische Karikaturistin
- 1927: Ursula Werner-Böhnke, deutsche Kinderbuchautorin
- 1929: Janet Craxton, englische Oboistin
- 1929: Hans Gebhard, deutscher Kirchenmusiker, Organist, Komponist und Chorleiter
- 1929: Jill Johnston, US-amerikanische Autorin, Journalistin und LGBT-Aktivistin
- 1929: Branko Zebec, jugoslawischer Fußballspieler
- 1930: Winfried Baumann, deutscher Fregattenkapitän
- 1931: Emil Bildstein, deutscher Wasserballspieler
- 1931: Yves Dreyfus, französischer Degenfechter
- 1931: Jerry Norton, US-amerikanischer American-Football-Spieler
- 1932: David Izenzon, US-amerikanischer Jazz-Bassist
- 1932: Miloslav Vlk, tschechischer Geistlicher, Erzbischof von Prag
- 1932: Marianne von Weizsäcker, deutsche Politikergattin, Ehefrau des sechsten deutschen Bundespräsidenten Richard von Weizsäcker
- 1933: Ove Malmberg, schwedischer Eishockeyspieler
- 1933: Jean Vautrin, französischer Autor und Regisseur
- 1934: Victor Arbez, französischer Skilangläufer und Biathlet
- 1934: Hessy Levinsons Taft, deutsche Chemikerin
- 1936: Philippe Boesmans, belgischer Komponist und Organist

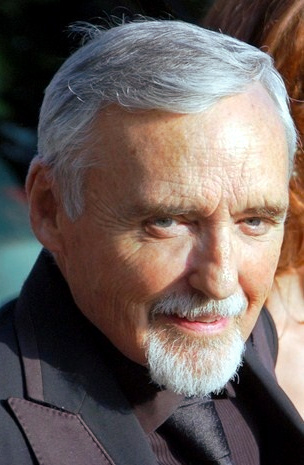
Dennis Hopper (* 1936)

- 1936: Dennis Hopper, US-amerikanischer Schauspieler und Filmemacher
- 1936: Lars Gustafsson, schwedischer Schriftsteller
- 1937: Hazel R. O’Leary, US-amerikanische Politikerin, Ministerin
- 1938: Ronald Theseira, malaysischer Fechter
- 1939: David H. Ahl, US-amerikanischer Schriftsteller
- 1939: Andreas Mannkopff, deutscher Schauspieler und Synchronsprecher
- 1940: Peter Gerety, US-amerikanischer Schauspieler
- 1940: Alan Kay, US-amerikanischer Informatiker
- 1941: Csilla Freifrau von Boeselager, Mitbegründerin des ungarischen Malteser-Caritas-Dienstes
- 1942: Eberhard David, deutscher Kommunalpolitiker, Oberbürgermeister von Bielefeld
- 1942: Michèle Leduc, französische Physikerin
- 1942: Taj Mahal, US-amerikanischer Musiker
- 1942: Tom Turesson, schwedischer Fußballspieler und -trainer
- 1943: Joanna Bruzdowicz, polnische Komponistin
- 1943: Anne-Charlotte Verney, französische Automobilrennfahrerin
- 1943: Johnny Warren, australischer Fußballspieler
- 1943: Walentina Alexejewna Winogradowa, sowjetisch-russische Volleyballspielerin, Olympiasiegerin
- 1944: Wolf-Dietrich Berg, deutscher Schauspieler
- 1944: David Kelly, britischer Mikrobiologe und Biowaffenexperte
- 1944: Eva-Maria Kurz, deutsche Diplom-Psychologin und Schauspielerin
- 1944: Martin Studach, Schweizer Ruderer
- 1944: Jesse Winchester, US-amerikanischer Musiker und Songwriter
- 1945: Wladimir Aichelburg, österreichischer Historiker und Publizist
- 1945: Renate Krößner, deutsche Schauspielerin
- 1946: Joan Barfoot, kanadische Schriftstellerin und Journalistin

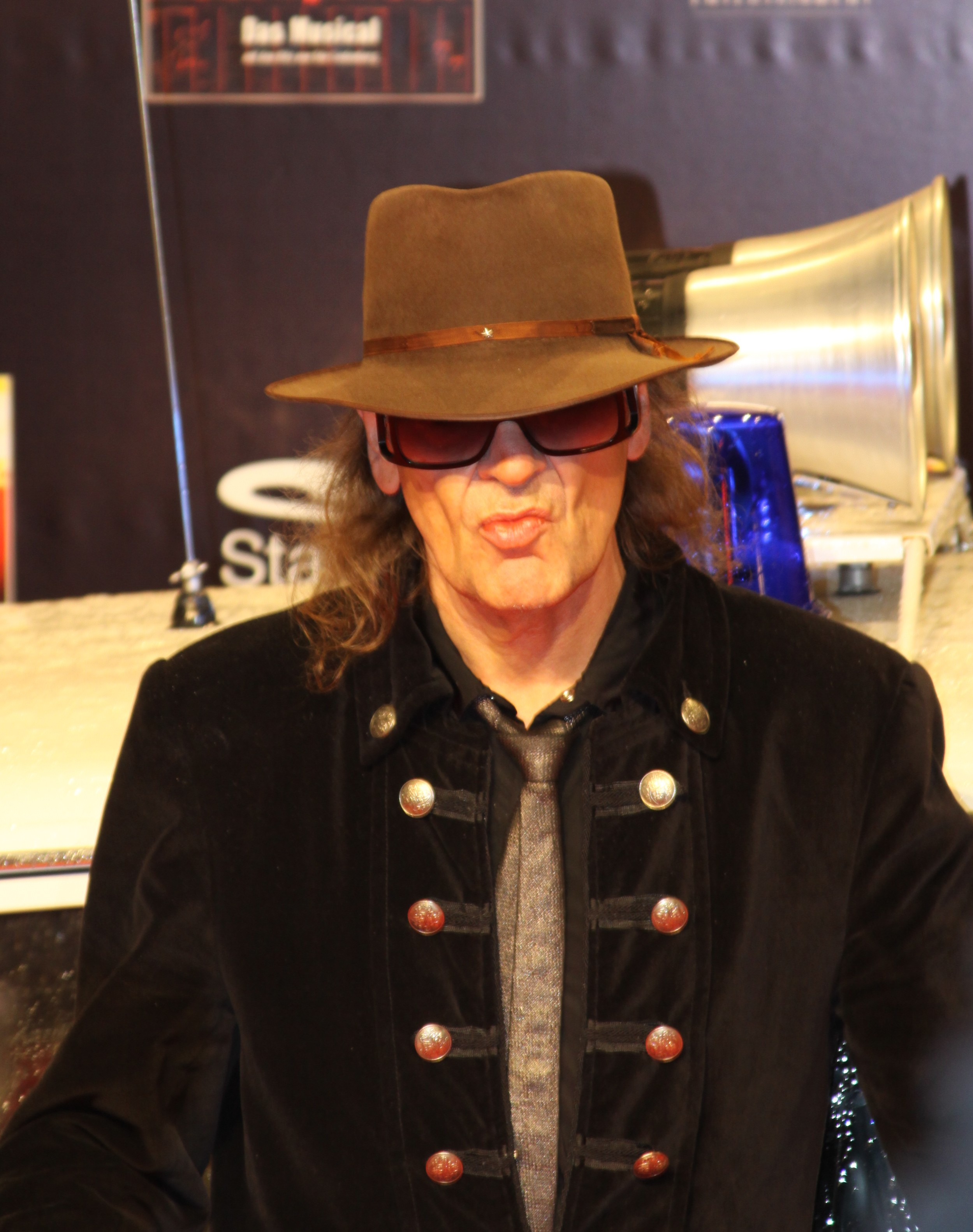
Udo Lindenberg (* 1946)

- 1946: Udo Lindenberg, deutscher Rockmusiker, Schriftsteller und Maler
- 1947: Michael Wolffsohn, deutscher Historiker und Politikwissenschaftler
- 1948: Klaus Addicks, deutscher Anatom und Hochschullehrer
- 1948: Bill Bruford, britischer Schlagzeuger
- 1948: Joseph Hatton, puerto-ricanischer Basketballspieler
- 1948: Horst Köppel, deutscher Fußballspieler und -trainer
- 1948: Winfried Kretschmann, deutscher Politiker, MdL, Ministerpräsident von Baden-Württemberg
- 1948: Pat Toomay, US-amerikanischer American-Football-Spieler und Schriftsteller
- 1949: Marc Fosset, französischer Musiker
- 1949: Andrew Latimer, britischer Musiker
- 1949: Elke Leonhard, deutsche Politikerin, MdB
- 1949: Hans Mahr, österreichischer Journalist und Medienmanager
- 1950: Eduardo Fabini, uruguayischer Komponist
- 1950: Werther Lohse, deutscher Rockmusiker
- 1950: Walerija Iljinitschna Nowodworskaja, russische Politikerin und Publizistin

#### 1951–1975

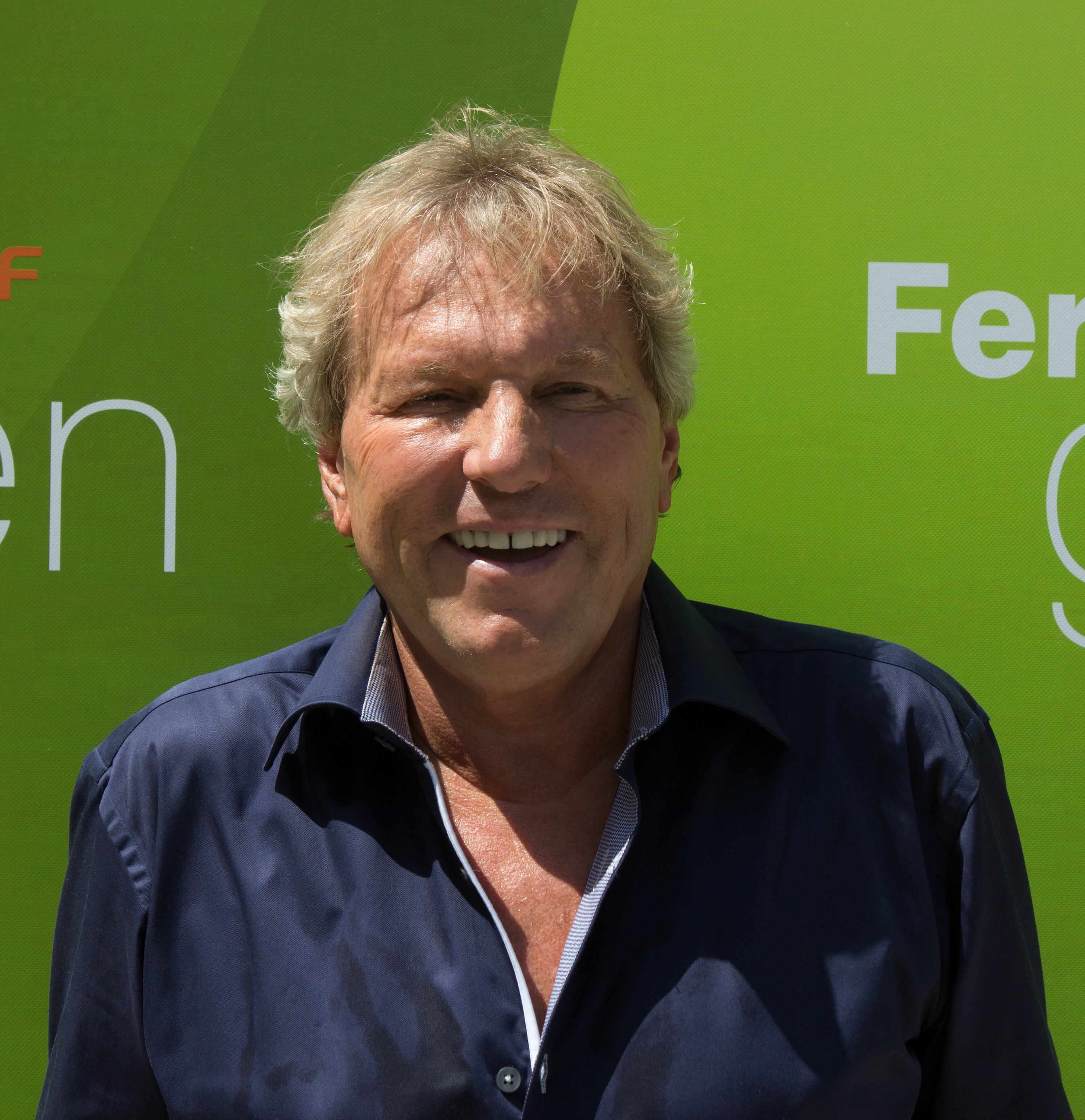
Bernhard Brink (* 1952)

- 1952: Bernhard Brink, deutscher Schlagersänger und Fernsehmoderator
- 1952: Eva Schmidt, österreichische Schriftstellerin
- 1953: Marek Biliński, polnischer Komponist und Musiker
- 1953: Qassym-Schomart Toqajew, kasachischer Politiker, Staatspräsident
- 1954: Colin Greenland, englischer Schriftsteller
- 1955: Pat Irwin, US-amerikanischer Komponist und Musiker
- 1955: Bill Paxton, US-amerikanischer Schauspieler und Regisseur
- 1956: Martin Löns, deutscher Jurist
- 1956: Bob Saget, US-amerikanischer Schauspieler
- 1956: Dave Sim, kanadischer Comiczeichner
- 1957: Wilfried Hannes, deutscher Fußballspieler
- 1957: Anthony Reid, britischer Automobilrennfahrer
- 1958: Paul Di’Anno, britischer Sänger
- 1959: Jojo Anand, indischer Bischof von Hazaribag
- 1959: Michaela Sburny, österreichische Politikerin, Abgeordnete des Nationalrats
- 1959: Janine Strahl-Oesterreich, deutsche Fernsehmoderatorin und Autorin
- 1961: João Paulo Esteves da Silva, portugiesischer Jazzpianist und -komponist
- 1961: Enya, irische Musikerin
- 1961: Gisela Kinzel, deutsche Leichtathletin
- 1961: Ulrich Voderholzer, deutscher Psychiater und Buchautor
- 1962: Dieter Ammann, Schweizer Komponist
- 1962: Hugo Bonatti, österreichischer Freestyle-Skier

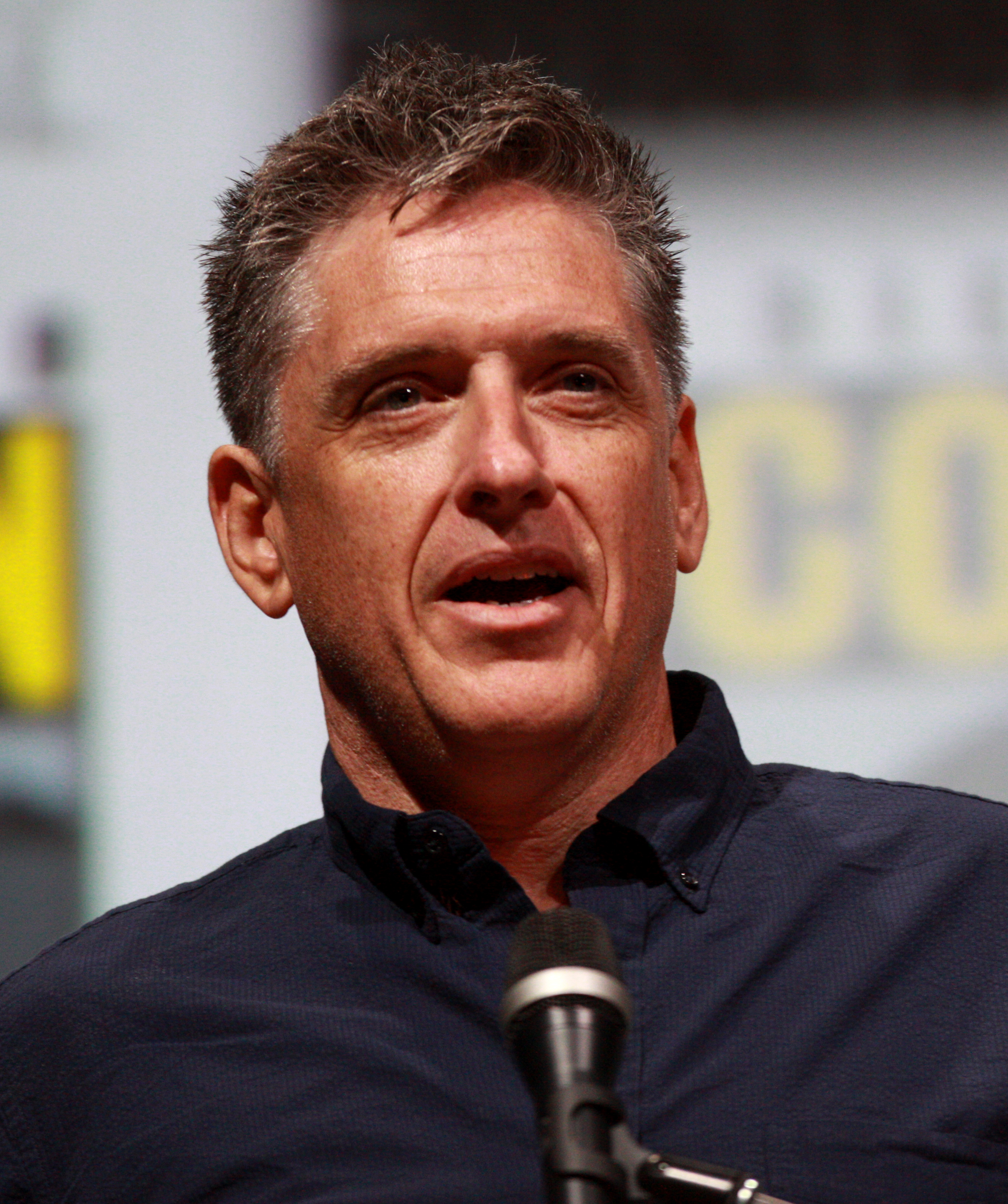
Craig Ferguson (* 1962)

- 1962: Craig Ferguson, schottisch-US-amerikanischer Fernsehmoderator, Komiker, Schauspieler und Filmregisseur
- 1962: Thomas Rachel, deutscher Politiker, MdB, Parlamentarischer Staatssekretär
- 1962: Heinz Strunk, deutscher Radiomoderator, Musiker und Schriftsteller
- 1962: Aglaja Veteranyi, rumänisch-schweizerische Schauspielerin und Schriftstellerin
- 1963: Luca Cadalora, italienischer Motorradrennfahrer
- 1963: Kim Young-hee, südkoreanische Basketballspielerin
- 1964: Michiel Braam, niederländischer Jazzmusiker und Komponist
- 1964: Andreas Delp, deutscher Brigadegeneral
- 1964: David Eigenberg, US-amerikanischer Schauspieler
- 1964: Detlef Esslinger, deutscher Journalist
- 1964: Antoine Fillon, französischer Schlagzeuger
- 1964: Mauro Martini, italienischer Automobilrennfahrer
- 1964: Julius Reiter, deutscher Rechtsanwalt, Autor und Professor
- 1965: Claudia Koll, italienische Schauspielerin
- 1965: Trent Reznor, US-amerikanischer Musiker (Nine Inch Nails)
- 1966: Per Magnus Andersson, schwedischer Handballtrainer und -spieler
- 1966: Christoph Grissemann, österreichischer Radiomoderator, Kabarettist und Schauspieler
- 1966: Hill Harper, US-amerikanischer Schauspieler
- 1966: Qusai Hussein, Sohn von Saddam Hussein

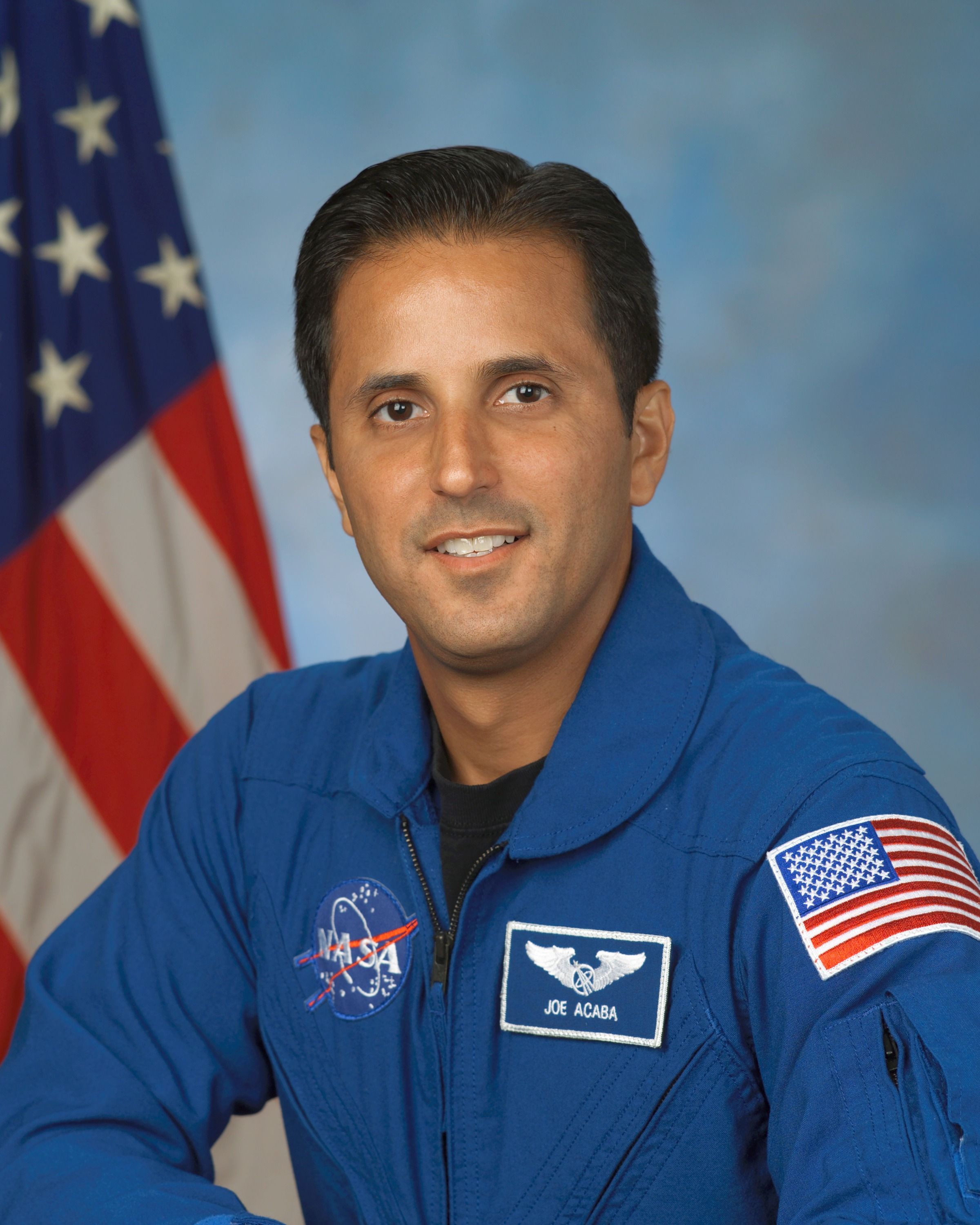
Joseph M. Acaba (* 1967)

- 1967: Joseph M. Acaba, US-amerikanischer Astronaut
- 1967: Evelyne Binsack, Schweizer Bergführerin
- 1967: Mari Vihmand, estnische Komponistin
- 1967: Felix Welti, deutscher Rechtswissenschaftler
- 1967: Keri-Lynn Wilson, kanadische Dirigentin
- 1968: Dave Abbruzzese, US-amerikanischer Schlagzeuger
- 1969: José Chamot, argentinischer Fußballspieler
- 1970: Anschalika Ahurbasch, belarussische Popsängerin
- 1970: Marco Pav D’Auria, deutsch-italienischer Filmeditor
- 1970: Jordan Knight, US-amerikanischer Sänger
- 1970: Arndt Schmehl, deutscher Rechtswissenschaftler
- 1970: Richard Wientzek, deutscher Maler und Zeichner

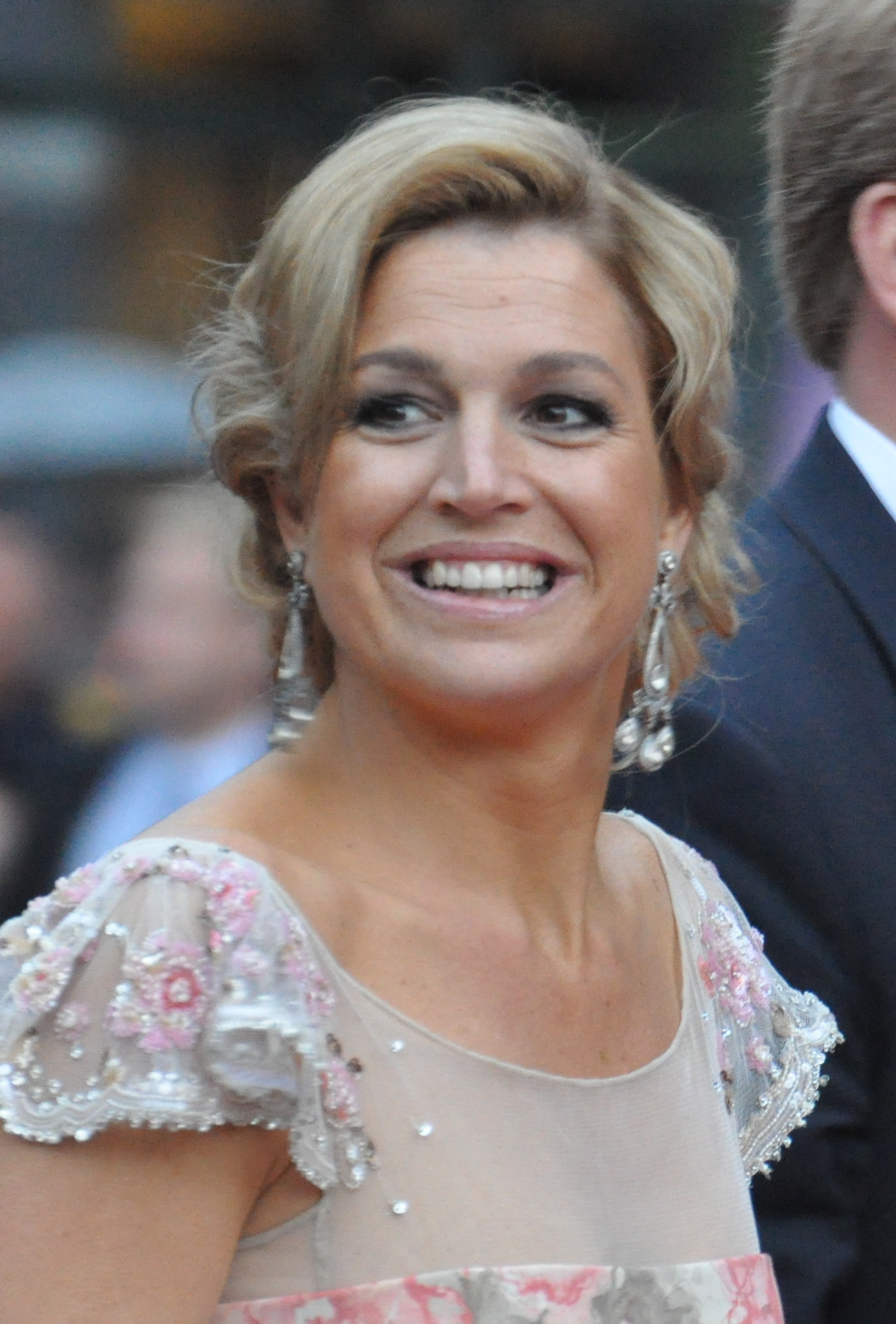
Königin Máxima (* 1971)

- 1971: Máxima, Ehefrau von König Willem-Alexander der Niederlande
- 1972: Marta Andrade, spanische Eiskunstläuferin
- 1972: Elena Pampoulova, bulgarische Tennisspielerin
- 1972: Tristan Rain, Schweizer Künstler, Maler und Fotokünstler
- 1973: Sasha Alexander, US-amerikanische Schauspielerin, Schwiegertochter von Sophia Loren
- 1973: Petr Gabriel, tschechischer Fußballspieler
- 1973: Josh Homme, US-amerikanischer Musiker (Queens of the Stone Age)
- 1974: Andrea Corr, irische Sängerin (The Corrs)
- 1974: Katja Frenzel, deutsche Schauspielerin
- 1975: Mats Haldin, finnischer Orientierungsläufer
- 1975: Katty Salié, deutsche Fernsehjournalistin und Moderatorin
- 1975: Marcelinho, ehemaliger brasilianischer Fußballspieler

#### 1976–2000
- 1976: Martin Auer, deutscher Jazztrompeter und Flügelhornist
- 1976: Mayte Martínez, spanische Leichtathletin
- 1978: Jana Petersen, deutsche Schauspielerin und Journalistin
- 1979: Ville Aaltonen, finnischer Bandyspieler
- 1979: Jimmie Åkesson, schwedischer Politiker, Mitglied des Reichstags
- 1979: Michaela Hofmann, deutsche Handballspielerin
- 1979: David Jarolím, tschechischer Fußballspieler
- 1980: Ilion Lika, albanischer Fußballspieler
- 1980: Stéphane Robert, französischer Tennisspieler
- 1981: Pasi Ahonen, finnischer Skispringer
- 1981: Jan-Fiete Buschmann, deutscher Handballspieler
- 1981: Vladan Grujić, bosnisch-herzegowinischer Fußballspieler

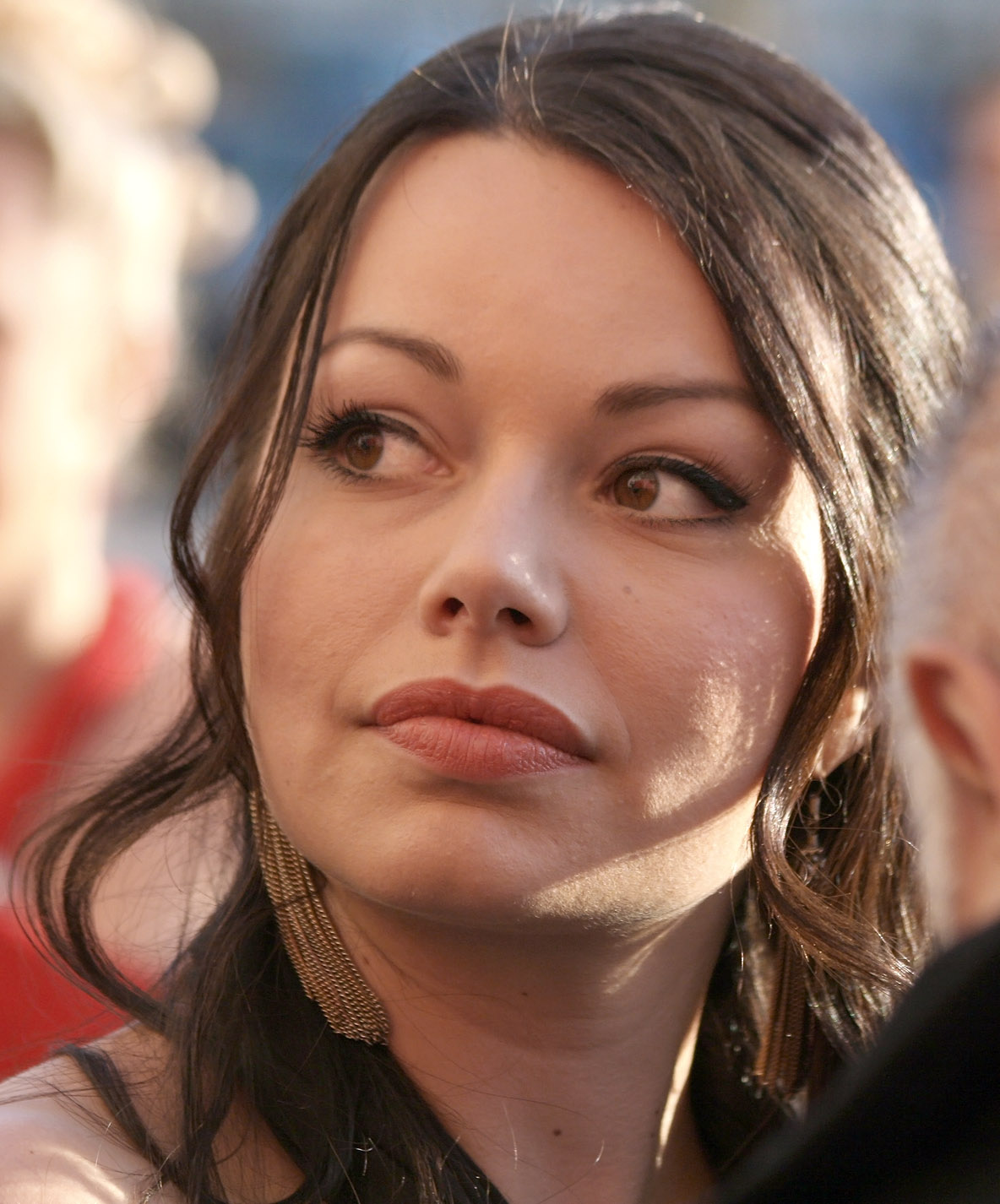
Cosma Shiva Hagen (* 1981)

- 1981: Cosma Shiva Hagen, deutsche Schauspielerin
- 1981: Katrin Kliehm, deutsche Fußballspielerin
- 1981: Shiri Maimon, israelische Sängerin
- 1982: Clarence Goodson, US-amerikanischer Fußballspieler
- 1982: Vjosa Osmani, kosovarische Politikerin, Präsidentin der Republik Kosovo
- 1982: Tony Parker, französischer Basketballspieler
- 1983: Axel Bellinghausen, deutscher Fußballspieler
- 1983: Ifeanyi Chiejine, nigerianische Fußballspielerin
- 1983: Danko Lazović, serbischer Fußballspieler
- 1983: Corinna Miazga, deutsche Politikerin
- 1983: Benjamin Reichert, deutscher Fußballspieler
- 1984: Igor Denissow, russischer Fußballspieler
- 1984: Andreas Kofler, österreichischer Skispringer
- 1984: Passenger, britischer Musiker
- 1986: Bojan Jokić, slowenischer Fußballspieler
- 1986: Nikolas Löbel, deutscher Politiker, MdB
- 1986: Amy Gumenick, schwedisch-US-amerikanische Schauspielerin
- 1986: Tahj Mowry, US-amerikanischer Schauspieler
- 1987: Ulrike Gräßler, deutsche Skispringerin
- 1987: Aleandro Rosi, italienischer Fußballspieler
- 1988: Marcus Olsson, schwedischer Fußballspieler
- 1988: Martin Olsson, schwedischer Fußballspieler
- 1988: Nikki Reed, US-amerikanische Schauspielerin
- 1989: Shiori Itō, japanische Journalistin, Autorin und Filmemacherin
- 1989: Armaan Ebrahim, indischer Automobilrennfahrer
- 1989: Sarah Hargreaves, dänisch-britische Handballspielerin
- 1989: Michel Morganella, Schweizer Fußballspieler
- 1990: Sonny Colbrelli, italienischer Radrennfahrer
- 1990: Fabian Giefer, deutscher Fußballspieler
- 1990: Leven Rambin, US-amerikanische Schauspielerin
- 1992: Daniel Lang, deutscher Fußballspieler
- 1994: Jason Spriggs, US-amerikanischer American-Football-Spieler
- 1994: Stefan Terzić, serbischer Handballspieler
- 1994: Marius Ungureanu, rumänischer Biathlet
- 1997: Daniel Assenow, bulgarischer Boxer
- 1997: Julija Michailowna Pleschkowa, russische Skirennläuferin
- 1998: Jonas Behounek, deutscher Fußballspieler
- 1998: Annika Loske, deutsche Kanutin
- 1999: Renat Dadashov, deutsch-aserbaidschanischer Fußballspieler
- 1999: Mikuláš Karlík, tschechischer Biathlet
- 2000: George Colțea, rumänischer Biathlet
- 2000: Kim Gubser, Schweizer Freestyle-Skier
- 2000: Matěj Kovář; tschechischer Fußballspieler

### 21. Jahrhundert

#### 2001–
- 2002: Léon Marchand, französischer Schwimmer

## Gestorben

### Vor dem 16. Jahrhundert
- 0290: Jin Wudi, Kaiser der Jin-Dynastie
- 0946: Abu l-Qasim Muhammad ibn al-Mahdi, Kalif der Fatimiden
- 1065: Egilbert, Bischof von Passau
- 1264: Wartislaw III., Herzog von Pommern-Demmin
- 1296: Agnes von Böhmen, Tochter von Ottokar II. Přemysl, Herzogin von Österreich und Steiermark sowie von Schwaben, Elsass und dem Aargau
- 1305: Konrad II. von Pfeffenhausen, Bischof von Eichstätt
- 1314: Adelheid von Ochsenstein, Markgräfin von Baden
- 1336: Go-Fushimi, 93. Kaiser von Japan
- 1364: Johann I., Herr von Ligny
- 1395: Konstantin Dragaš, serbischer Regionalfürst
- 1395: Marko Kraljević, serbischer König
- 1395: Maria von Anjou, Königin von Ungarn
- 1446: Etzel I., Graf von Ortenburg

### 16. Jahrhundert

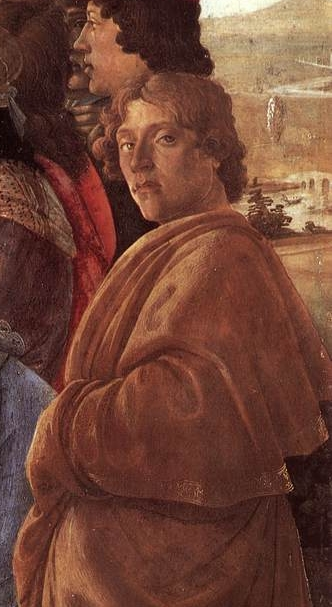
Sandro Botticelli († 1510)

- 1510: Sandro Botticelli, italienischer Maler und Zeichner der frühen Renaissance
- 1521: Edward Stafford, 3. Duke of Buckingham, englischer Adeliger
- 1527: Jacob Krum, Bürgermeister von St. Gallen
- 1531: Konrad Wimpina, Theologe aus Frankfurt/Oder
- 1536: George Boleyn, Viscount Rochford, englischer Diplomat und Bruder Anne Boleyns
- 1536: Henry Norris, englischer Höfling
- 1536: Mark Smeaton, englischer Musiker
- 1536: Francis Weston, englischer Adliger
- 1546: Bartholomäus VI. Welser, Augsburger Patrizier und Konquistador
- 1550: Johann Albrecht von Brandenburg-Ansbach-Kulmbach, Erzbischof von Magdeburg und Bischof von Halberstadt
- 1551: Shin Saimdang, koreanische Malerin, Dichterin und Philosophin
- 1558: Francisco de Sá de Miranda, portugiesischer Dichter
- 1567: Johann von der Asseburg, kaiserlicher Feldobrist
- 1569: Georg von Pfalz-Simmern, Pfalzgraf und Herzog von Simmern
- 1572: Albrecht von Rosenberg, fränkischer Reichsritter
- 1575: Matthew Parker, Erzbischof von Canterbury
- 1587: Gotthard Kettler, letzter Meister des Deutschen Ordens in Livland
- 1592: Paschalis Baylon, Laienbruder im Franziskanerorden und Heiliger der römisch-katholischen Kirche
- 1596: Madeleine de L’Aubespine, französische Schirmherrin, Dichterin und Übersetzerin

### 17. Jahrhundert
- 1602: Jürgen von Fahrensbach, livländischer Feldherr
- 1606: Dimitri, auch falscher Dimitri, russischer Zar
- 1607: Anna d’Este, italienische Adlige, Herzogin von Guise
- 1625: Francisco Gómez de Sandoval y Rojas, Herzog von Lerma, spanischer Staatsmann
- 1630: Dorothea Flock, Opfer der Hexenverfolgung
- 1635: Domenico Tintoretto, venezianischer Maler
- 1638: Domenico Cresti, genannt Il Passagniano, italienischer Maler
- 1643: Giovanni Picchi, italienischer Lautenist, Organist und Komponist

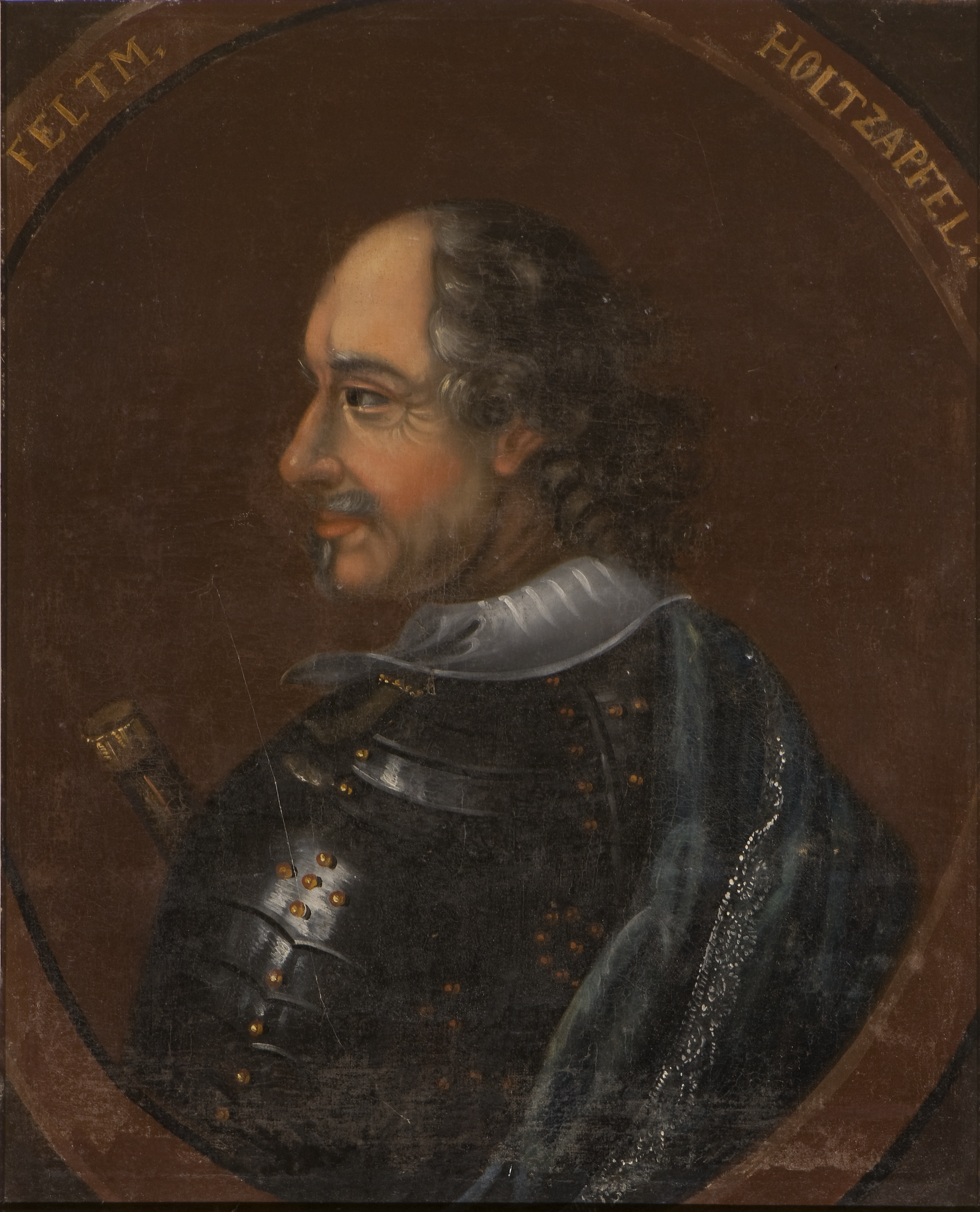
Peter Melander von Holzappel († 1648)

- 1648: Peter Melander von Holzappel, bedeutender hessischer Feldherr im Dreißigjährigen Krieg
- 1654: Daniel Stahl, deutscher Philosoph
- 1656: Dirck Hals, niederländischer Maler
- 1689: Ernst Ludwig Avemann, deutscher Politiker und Diplomat
- 1691: Jakob Leisler, deutschstämmiger nordamerikanischer Kolonialist
- 1694: Johann Michael Bach, deutscher Komponist
- 1700: Adam Adamandy Kochański, polnischer Mathematiker

### 18. Jahrhundert
- 1707: Karl Wilhelm von Hessen-Darmstadt, hessischer Prinz und Obrist
- 1707: Benjamin Raule, holländischer Reeder und kurbrandenburgischer Generalmarinedirektor
- 1714: Giovanni Alberto Badoer, Patriarch von Venedig und Bischof von Brescia
- 1715: Andreas von Gundelsheimer, deutscher Arzt, Botaniker und Forschungsreisender im Dienst des französischen Königs Ludwig XIV. und Leibarzt preußischer Könige
- 1716: Joan Corver, Regent von Amsterdam
- 1718: Matthew Maty, niederländischer Mediziner, Biograf und Bibliothekar
- 1722: Franz Beer von Au, Bregenzerwälder Bauherr
- 1727: Katharina I., Zarin von Russland
- 1727: Lebrecht, Fürst von Anhalt-Bernburg-Schaumburg-Hoym
- 1729: Johann Kahler, deutscher Mathematiker und lutherischer Theologe
- 1735: Georg Friedrich Karl, Markgraf von Brandenburg-Bayreuth
- 1740: Jean Cavalier, Hauptanführer der Kamisarden im Cevennenkrieg und englischer Gouverneur von Jersey
- 1744: Bonaventura Schwanthaler, bayerischer Bildhauer und Anführer des Bayerischen Volksaufstandes
- 1748: Ambrosius Haude, deutscher Buchhändler und Verleger
- 1750: Georg Engelhard Schröder, schwedischer Porträt- und Historienmaler
- 1761: Adam Friedrich Pezoldt, deutscher Chemiker und Mediziner
- 1765: Alexis-Claude Clairaut, französischer Mathematiker und Physiker
- 1767: Roger Wolcott, britischer Gouverneur der Colony of Connecticut
- 1774: Francisco Javier de Morales, spanischer Offizier und Gouverneur von Chile
- 1775: Carlo Carlone, italienischer Maler
- 1775: Johann Joachim Kändler, Medailleur der Meißner Porzellanmanufaktur
- 1783: Heinrich VI., Paragiatsherr von Reuß-Köstritz

### 19. Jahrhundert
- 1803: Karl Wilhelm, Fürst von Nassau-Usingen und Nassau-Saarbrücken
- 1804: Karl Joachim, Fürst zu Fürstenberg
- 1820: Vincenzo Brenna, italienisch-russischer Architekt und Maler
- 1822: Emil Leopold August, Herzog von Sachsen-Gotha-Altenburg
- 1822: Armand Emmanuel du Plessis, duc de Richelieu, französischer Staatsmann
- 1823: Giambattista Dall’Olio, italienischer Musiker

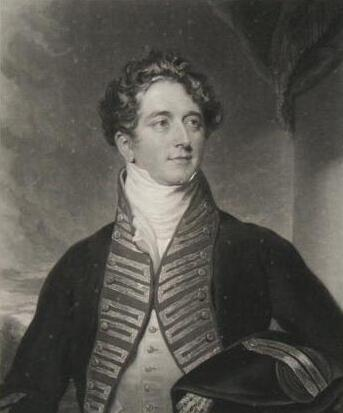
Ralph Woodford († 1828)

- 1828: Ralph Woodford, Gouverneur der Karibikinsel Trinidad
- 1829: John Jay, US-amerikanischer Politiker
- 1831: Georg Scholl, deutsch-österreichischer Gärtner
- 1838: Charles-Maurice de Talleyrand-Périgord, französischer Staatsmann, Außenminister und Diplomat
- 1838: René Caillié, französischer Afrikaforscher
- 1864: Hanno Rhomberg, deutscher Genremaler
- 1866: Adolph Bernhard Marx, deutscher Komponist und Musikwissenschaftler
- 1867: Julius Léopold Eduard Avé-Lallemant, deutscher Botaniker
- 1871: Regina Wirth, Teilnehmerin am Hambacher Fest
- 1872: Peter Roh, Jesuitenprediger und Lehrer
- 1872: Eduard Sobolewski, US-amerikanischer Komponist
- 1875: John C. Breckinridge, US-amerikanischer Vizepräsident, Senator und Abgeordneter für Kentucky, General und Kriegsminister der Konföderierten im Sezessionskrieg
- 1881: Heinrich Aemilius August Danz, deutscher Rechtsgelehrter
- 1882: François Chabas, französischer Ägyptologe
- 1886: Jenny Bürde-Ney, deutsche Sängerin
- 1886: Josef Haltrich, sächsischer Lehrer, Pfarrer und Volkskundler
- 1889: Marie von Preußen, Königin von Bayern und Mutter Ludwigs II.
- 1895: Louise von Qualen, deutsche Adelige, Wohltäterin und Stiftsdame des Klosters Uetersen
- 1895: Wilhelm von Gutmann, österreichischer Unternehmer

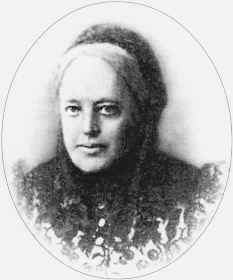
Wera Petrowna Schelichowskaja († 1896)

- 1896: Wera Petrowna Schelichowskaja, russische Schriftstellerin und Theosophin
- 1898: Salesia Strickler, Schweizer Ordensfrau und Generaloberin
- 1900: Hermann Howaldt, deutscher Ingenieur
- 1900: Marie Proksch, tschechische Pianistin und Komponistin

### 20. Jahrhundert

#### 1901–1950
- 1902: Georges Favon, Schweizer Journalist und Politiker
- 1907: Albert Clément, französischer Automobilrennfahrer
- 1908: Carl Koldewey, deutscher Polarforscher
- 1915: Richard Wünsch, deutscher Altphilologe und Religionswissenschaftler
- 1916: Wilhelm Anton Michael von Attems-Petzenstein, österreichischer Feldmarschalleutnant
- 1916: Wilhelm Hübbe-Schleiden, deutscher Forschungsreisender, Theosoph und Schriftsteller
- 1916: Gaston Salvayre, französischer Komponist
- 1918: Ernst von Hesse-Wartegg, österreichischer Diplomat und Reiseschriftsteller
- 1918: Bronisław Piłsudski, polnischer Ethnologe, Bruder von Józef Piłsudski

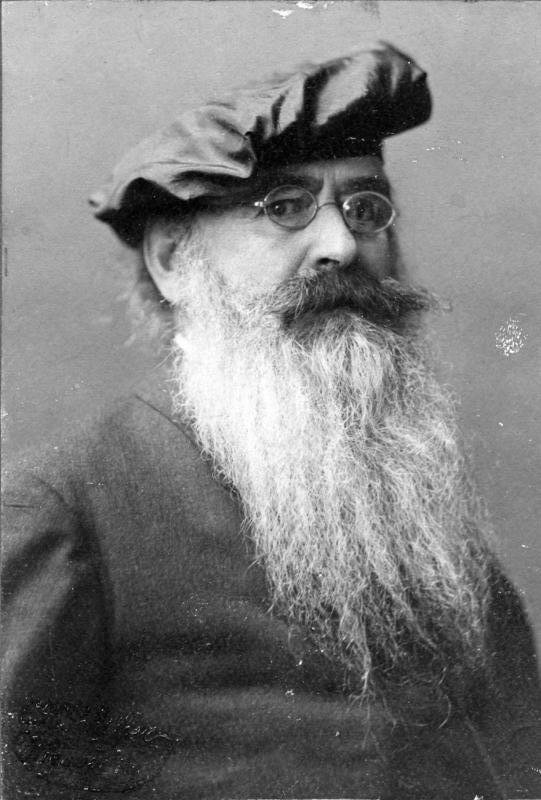
Guido von List († 1919)

- 1919: Guido von List, deutscher Autor und Begründer der Ariosophie
- 1919: José Santos Zelaya, nicaraguanischer Politiker und Staatspräsident
- 1920: Hugo Marquardsen, deutscher Offizier und Geograph
- 1921: Juraj Carić, kroatischer Geistlicher
- 1923: Thomas Scott Baldwin, US-amerikanischer Ballonfahrer und Flugpionier
- 1930: George Appo, US-amerikanischer Krimineller
- 1930: Max Valier, Südtiroler Schriftsteller, Astronom und Raketenbau-Pionier
- 1935: Paul Dukas, französischer Komponist und Musikpädagoge
- 1943: Johanna Elberskirchen, deutsche Schriftstellerin, Feministin und LGBT-Aktivistin
- 1943: Klara Oppenheimer, erste Ärztin mit eigener Praxis in Würzburg, Holocaustopfer
- 1944: Milena Jesenská, tschechische Schriftstellerin
- 1947: Ignacy Dygas, polnischer Sänger
- 1947: Hugo Visscher, niederländischer Kirchenhistoriker, reformierter Theologe und Politiker
- 1950: Anton Kolig, österreichischer Maler

#### 1951–2000
- 1951: S. Sylvan Simon, US-amerikanischer Regisseur und Produzent
- 1953: Eric DeLamarter, US-amerikanischer Komponist
- 1953: Howard Fogg, kanadischer Dirigent und Komponist
- 1954: Samuel Belov, US-amerikanischer Geiger, Bratschist und Musikpädagoge
- 1958: Hugo Häring, deutscher Architekt und Autor

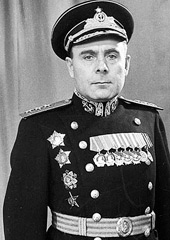
Arseni Golowko († 1962)

- 1962: Arseni Grigorjewitsch Golowko, sowjetischer Admiral
- 1962: Gretchen Wohlwill, deutsche Malerin
- 1963: Ami Assaf, israelischer Politiker
- 1964: John Moore-Brabazon, britischer Luftfahrtpionier und konservativer Politiker und Automobilrennfahrer
- 1964: Steve Owen, US-amerikanischer American-Football-Spieler und -Trainer
- 1969: Wilhelm Abeln, deutscher Politiker
- 1969: Josef Beran, tschechischer Geistlicher, Erzbischof von Prag
- 1971: Otto Salomon, deutscher Schriftsteller und Verleger
- 1974: Alfred Hanf, deutscher Maler, Graphiker und Gebrauchsgraphiker
- 1974: Maurice Lehmann, französischer Theater- und Filmregisseur, Theaterleiter, Produzent und Schauspieler
- 1975: S. O. Wagner, deutscher Schauspieler, Autor, Hörspielsprecher, Hörspiel- und Theaterregisseur
- 1976: Norbert Frýd, tschechischer Schriftsteller und Publizist
- 1976: Lars Gullin, schwedischer Jazzmusiker
- 1977: Lucien Buquet, französischer Automobilrennfahrer
- 1980: Harold Joseph Connolly, kanadischer Journalist und Premierminister
- 1980: Thore Michelsen, norwegischer Ruderer
- 1980: Maria Kurenko, russische Sängerin
- 1981: Hugo Friedhofer, US-amerikanischer Filmkomponist

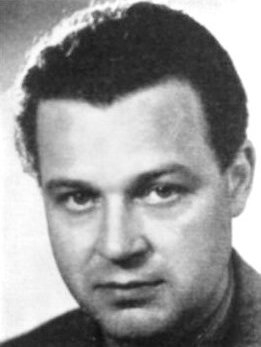
Gunnar Myrdal († 1987)

- 1981: Maurice Nussbaumer, französischer Automobilrennfahrer
- 1981: Clara Porset, kubanische Möbeldesignerin und Innenarchitektin
- 1987: Ockert van Greunen, südafrikanischer Moderner Fünfkämpfer
- 1987: Gunnar Myrdal, schwedischer Ökonom
- 1989: Ota Hofman, tschechischer Drehbuchautor
- 1989: Lucia Moholy, Schweizer Fotografin
- 1989: Walter Gross, deutscher Kabarettist
- 1990: Manuel Anatol, spanischer Fußballspieler
- 1991: Tom Trana, schwedischer Rallyefahrer
- 1994: Nicolás Gómez Dávila, kolumbianischer Philosoph
- 1996: Rudolf Angerer, österreichischer Illustrator und Karikaturist
- 1996: Johnny Guitar Watson, US-amerikanischer Blues-, Soul- und Funk-Musiker
- 1996: Nikolaus Utermöhlen, deutscher Musiker und Künstler

### 21. Jahrhundert

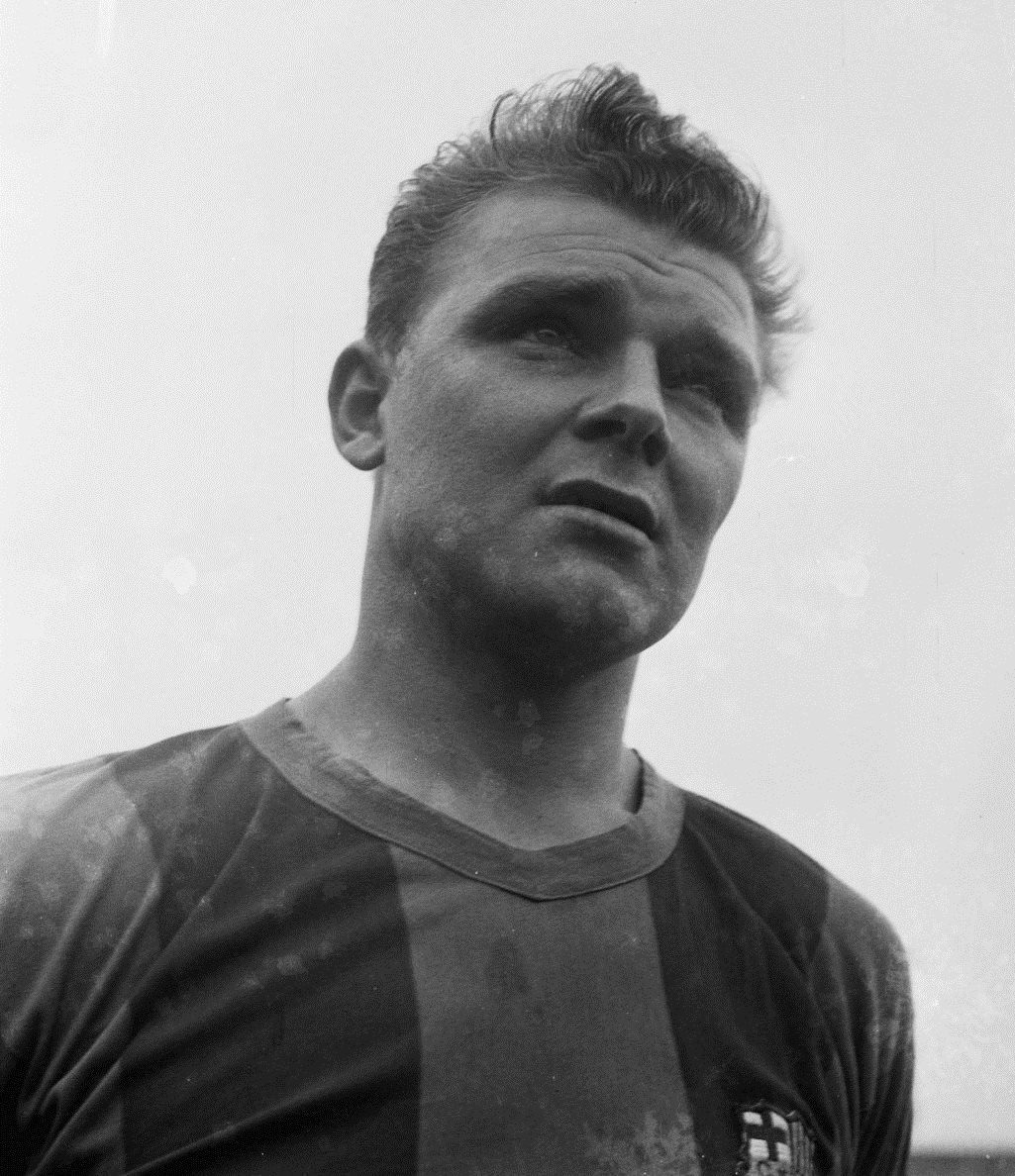
László Kubala († 2002)

- 2002: László Kubala, ungarischer Fußballspieler
- 2002: Mahzuni Şerif, türkischer Dichter und Musiker
- 2003: Luigi Pintor, italienischer Journalist, Schriftsteller und Politiker
- 2003: Moses Rosenkranz, rumänischer Schriftsteller
- 2004: Tony Randall, US-amerikanischer Schauspieler
- 2004: Peggie Sampson, kanadische Cellistin, Gambistin und Musikpädagogin
- 2004: Matthias Weisheit, deutscher Politiker
- 2005: Keiiti Aki, japanischer Geophysiker und Seismologe
- 2005: Piero Dorazio, italienischer Maler
- 2006: Eva Maria Bauer, deutsche Schauspielerin
- 2007: Lloyd Alexander, US-amerikanischer Schriftsteller
- 2007: Héctor Casanova, kubanischer Sänger und Komponist
- 2007: Dietmar Pflegerl, österreichischer Intendant
- 2009: Mario Benedetti, uruguayischer Schriftsteller
- 2009: Rolf H. Dittmeyer, deutscher Unternehmer
- 2009: Werner Sellhorn, deutscher Musikwissenschaftler
- 2010: Bobbejaan, belgischer Sänger
- 2010: Ludwig von Friedeburg, deutscher Soziologe und Politiker
- 2010: Fritz Sennheiser, deutscher Unternehmensgründer
- 2011: Herbert F. Schubert, deutscher Tänzer und Choreograf

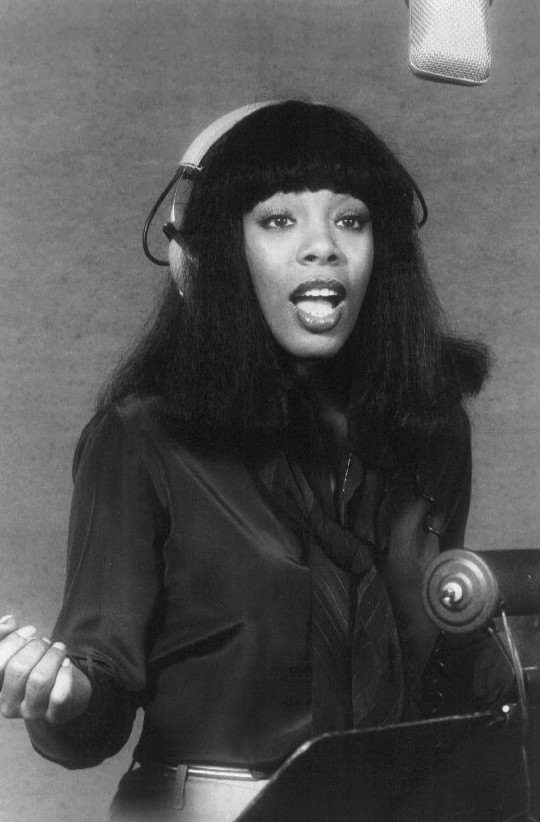
Donna Summer († 2012)

- 2012: Donna Summer, US-amerikanische Sängerin
- 2013: Dominic Kodwo Andoh, ghanaischer Erzbischof
- 2013: Jorge Rafael Videla, argentinischer Militär und Politiker
- 2013: Alan O’Day, US-amerikanischer Sänger und Songschreiber
- 2014: Ursula Benedix, deutsche Politikerin
- 2014: Gerald M. Edelman, US-amerikanischer Mediziner, Nobelpreisträger
- 2015: Leo Honkala, finnischer Ringer
- 2015: Keiji Matsumoto, japanischer Automobilrennfahrer
- 2016: Fanny Müller, deutsche Politikerin, Schriftstellerin und Satirikerin
- 2016: Norbert Szyperski, deutscher Wirtschaftswissenschaftler
- 2017: Johannes Grützke, deutscher Maler
- 2017: Peter Rösch, Bürgerrechtler in der DDR
- 2018: Nicole Fontaine, französische Politikerin
- 2018: Richard Pipes, US-amerikanischer Historiker
- 2019: Neville Lederle, südafrikanischer Automobilrennfahrer
- 2019: Herman Wouk, US-amerikanischer Autor
- 2020: Tatjana Lematschko, Schweizer Schachspielerin
- 2020: Alexandre Malempré, belgisch-deutscher Trompeter
- 2020: Peter Thomas, deutscher Filmkomponist, Dirigent und Arrangeur
- 2022: Ademola Okulaja, deutscher Basketballspieler und Spielerberater
- 2022: Thomas Smith, US-amerikanischer Sportschütze und Oberstleutnant
- 2022: Vangelis, griechischer Komponist
- 2023: Alicia Dussán, kolumbianische Anthropologin
- 2023: Dvora Kedar, israelische Schauspielerin
- 2024: Clarence Anderson, US-amerikanischer Jagdflieger und Testpilot

## Feier- und Gedenktage
- Kirchliche Gedenktage
  - Valerius Herberger, deutscher Pfarrer und Liederdichter (evangelisch)
  - Restituta von Afrika, nordafrikanische Märtyrin, möglicherweise eine der Märtyrer der heiligen Bücher (römisch-katholisch, orthodox)
- Namenstage
  - Dietmar, Pascal, Walter
- Staatliche Feier- und Gedenktage
  - Nauru: Constitution Day
  - Norwegen: Nationalfeiertag (seit 1836)
- Weitere Informationen zum Tag
  - Internationaler Tag gegen Homo-, Bi-, Inter- und Transphobie (seit 2005)
  - Welttag der Kommunikation und der Informationsgesellschaft (seit 2006, vormals Weltfernmeldetag)
  - Welt-Hypertonie-Tag (seit 2005)

Weitere Einträge enthält die Liste von Gedenk- und Aktionstagen.